# Jean-Jules Verne
Vous pouvez aider à l'améliorer ou bien discuter des problèmes sur sa page de discussion.
- Il peut contenir un travail inédit ou des déclarations non vérifiées. Vous pouvez l’améliorer en ajoutant des références. (Marqué depuis mars 2023)

Vous pouvez aider à l'améliorer ou bien discuter des problèmes sur sa page de discussion.
- Il ne s’appuie pas, ou pas assez, sur des sources secondaires ou tertiaires. (Marqué depuis mars 2023)
- Son texte doit être wikifié : il ne correspond pas à la mise en forme Wikipédia (style, typographie, liens internes, liens entre les wikis, etc.). (Marqué depuis mars 2023)

- Archive Wikiwix
- Bing
- Cairn
- DuckDuckGo
- E. Universalis
- Gallica
- Google
- G. Books
- G. News
- G. Scholar
- Persée
- Qwant
- (zh) Baidu
- (ru) Yandex
- (wd) trouver des œuvres sur Wikidata

Jean-Jacques Verne dit Jean-Jules Verne, né à Paris le 11 mai 1892 et mort le 8 avril 1980 à Toulon, est le troisième petit-fils de Jules Verne. Il est magistrat et écrivain. Il a contribué à la connaissance de l'œuvre et la vie de son grand-père, qu'il a connu durant treize années.

## Biographie
Des trois petits-fils de Jules Verne, il est le seul qui soit né après le mariage de ses parents Michel Verne et Jeanne Reboul. Ses deux frères Michel (1885-1960) et Georges (1886-1911) sont nés alors que leur père Michel était en train de divorcer de sa première épouse Clémence Taton.[réf. nécessaire] C’est sans doute pour cette raison qu’il est le petit-fils dont Jules Verne s’est le plus occupé. Il faudra attendre une conférence de 1955 pour qu'il témoigne publiquement pour la première fois sur son grand-père.

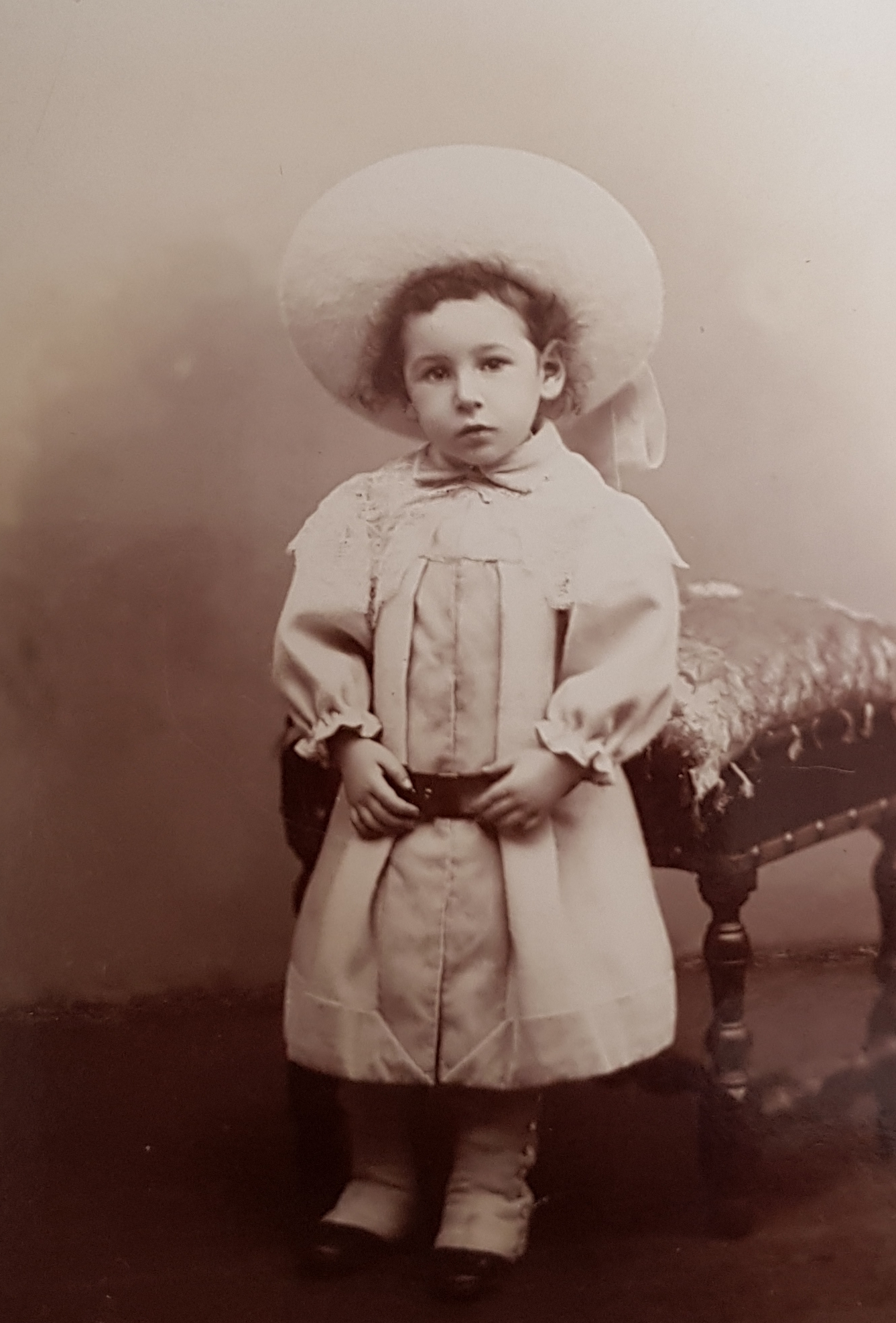
Jean Jules-Verne en 1896
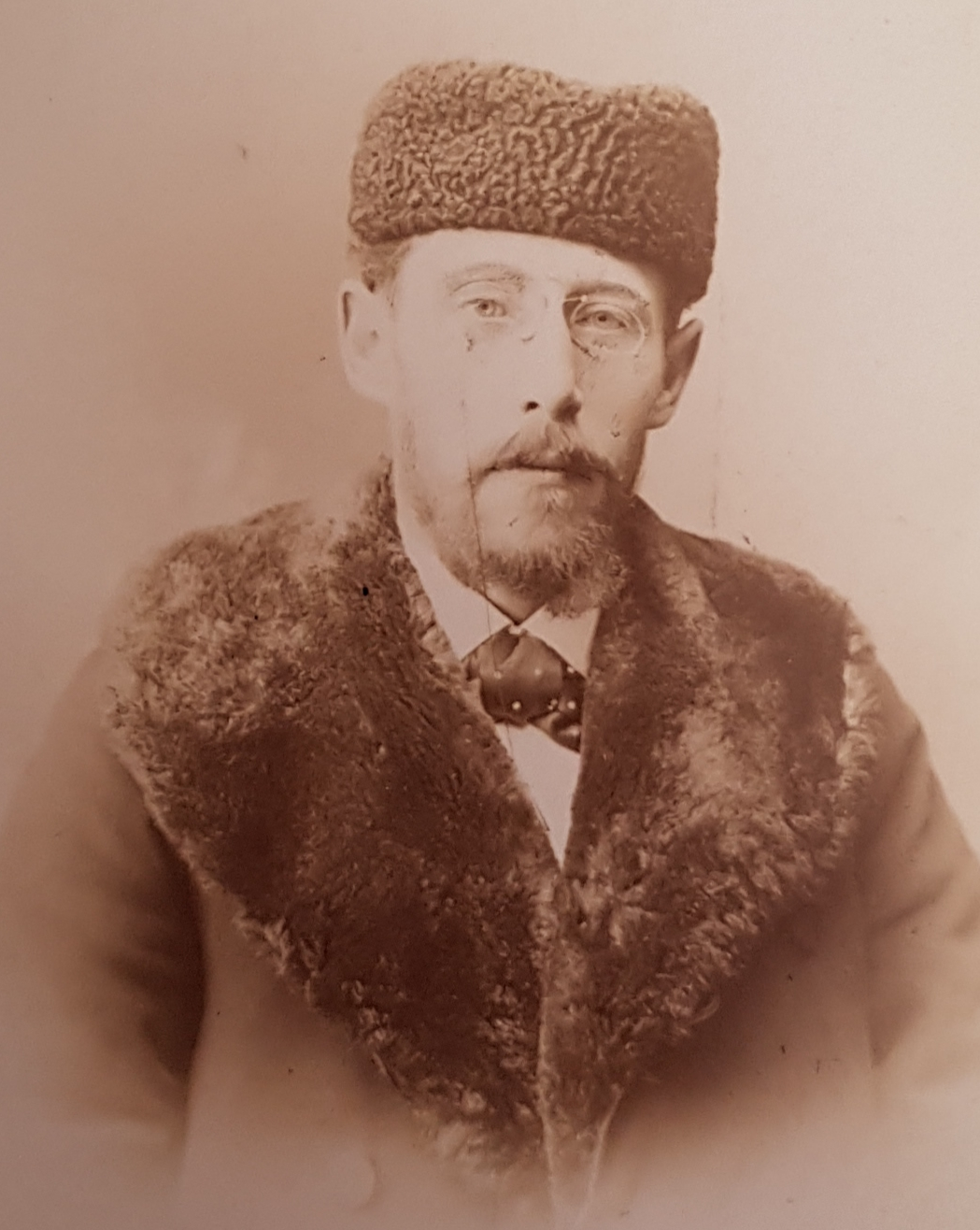
Michel Verne, père de Jean
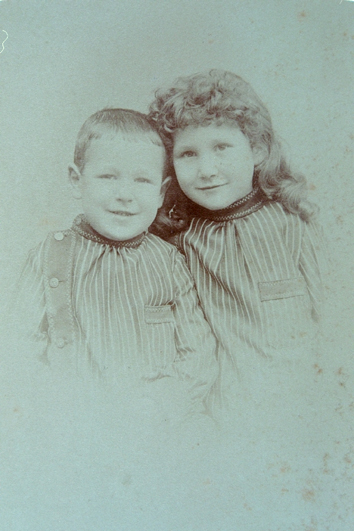
Les deux frères de Jean Jules-Verne : Georges et Michel Verne

Son père Michel Jules-Verne menant une vie intense et dispendieuse à Paris (boulevard Pereire puis avenue de Madrid), sa mère Jeanne (dite Maja) décide de s’installer dès 1905 à Toulon avec ses trois enfants, dans une villa du quartier du Mourillon, qu’elle acquiert grâce à l’héritage de sa tante. C’est donc là que la famille de Michel et Jeanne Verne grandit. Très occupé à Paris, son père Michel ne vient que par période leur rendre visite. Les trois enfants finissent leurs études secondaires au lycée Carnot de Toulon.[réf. nécessaire]

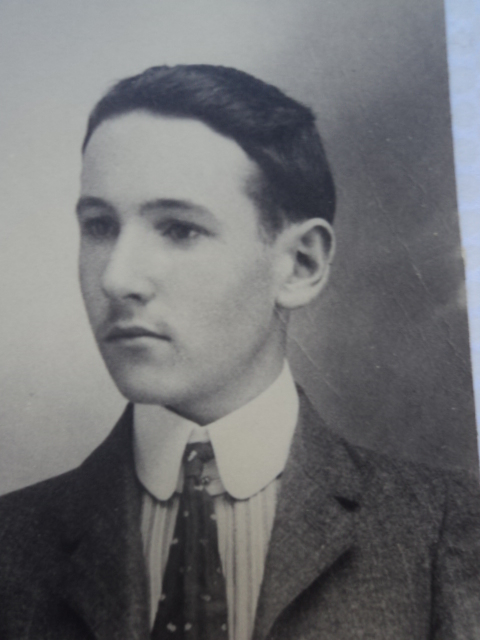
Jean Jules-Verne en 1919
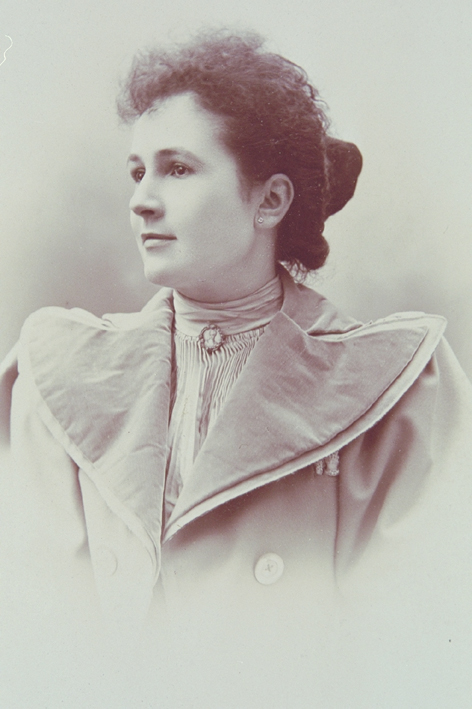
Jeanne Verne, sa mère
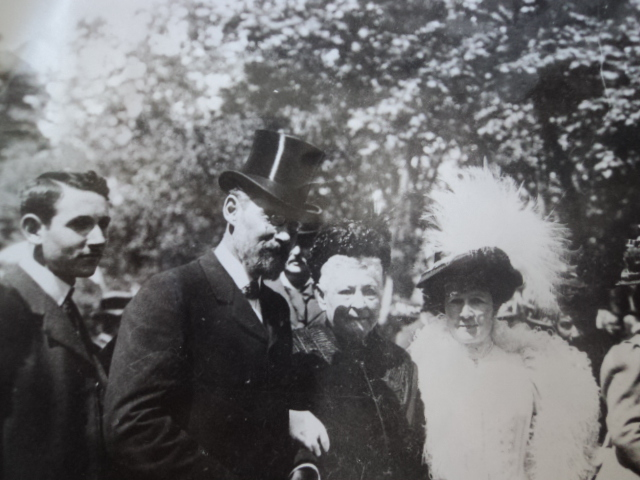
Jean Jules-Verne avec son père Michel, sa grand-mère Honorine et sa mère Jeanne vers 1919

En parallèle de sa licence en droit, il intègre en 1911 l’École d’agriculture de Grignon (devenue École nationale supérieure d'agronomie de Grignon). Il rêve de devenir exploitant de bovins en Argentine. Son père Michel l’en dissuade au vu de sa condition physique, et le pousse à faire carrière dans le droit. 
Il fait son service militaire de la classe 1912, mais est exempté pour raisons médicales en 1913. Il présente l’examen de l’école de la magistrature, qu’il réussit.
Il épouse Thérèse Palmary le 23 juillet 1913 à Toulon, contre l’avis de sa mère Jeanne. Il prête son serment d’avocat le 12 janvier 1914 et ouvre un cabinet d’avocat 11, rue de Chabannes à Toulon. Comme il est incapable de réclamer à ses clients des honoraires qui lui sont dus, son père Michel Verne lui enjoint d'embrasser la magistrature.
En mars 1914, il est nommé au parquet de Marseille, attaché stagiaire par décret du 13 mars 1914. En novembre 1915, il est nommé attaché titulaire au parquet de Marseille.

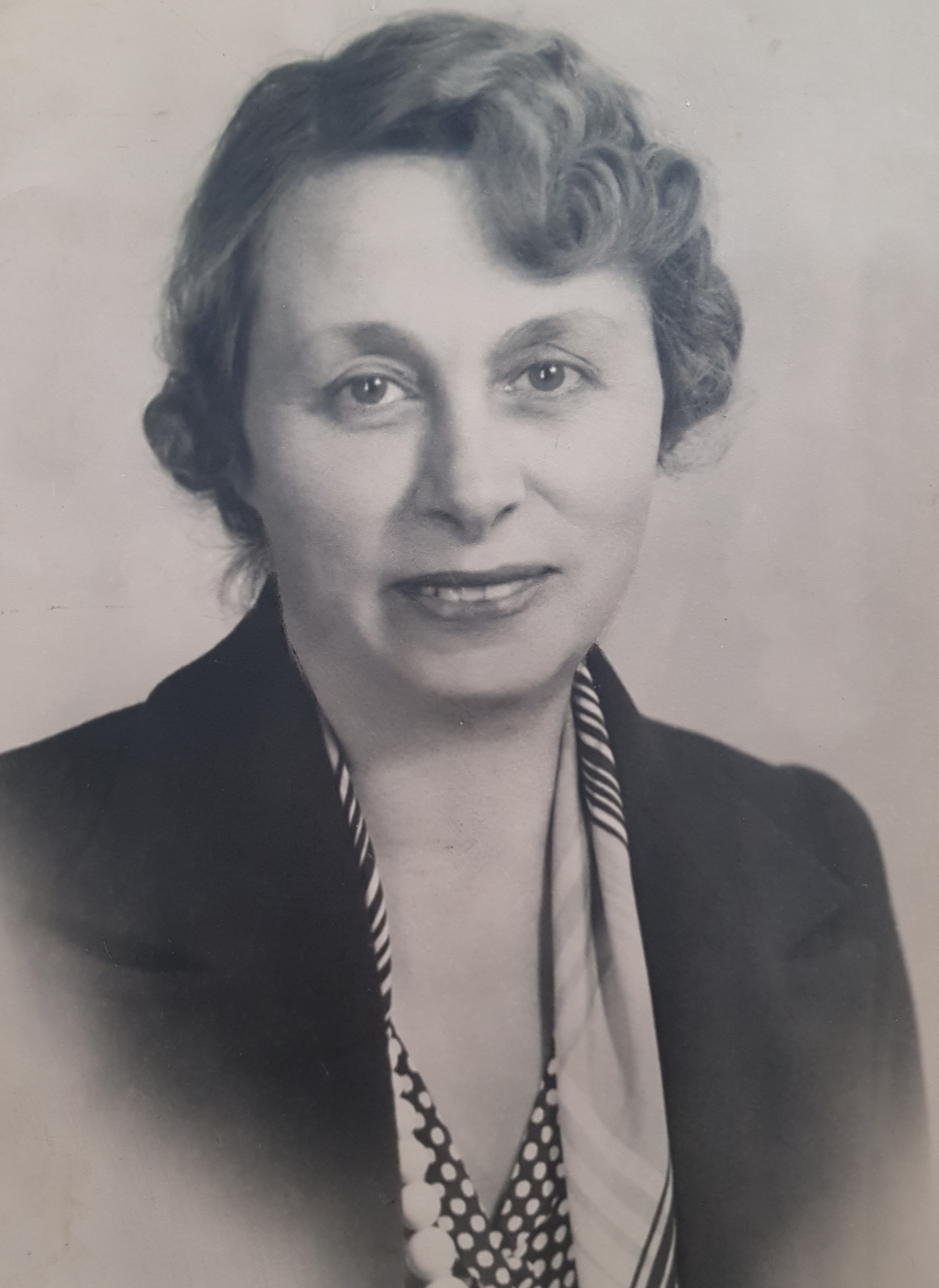
Thérèse Verne (née Palmary) vesc 1930
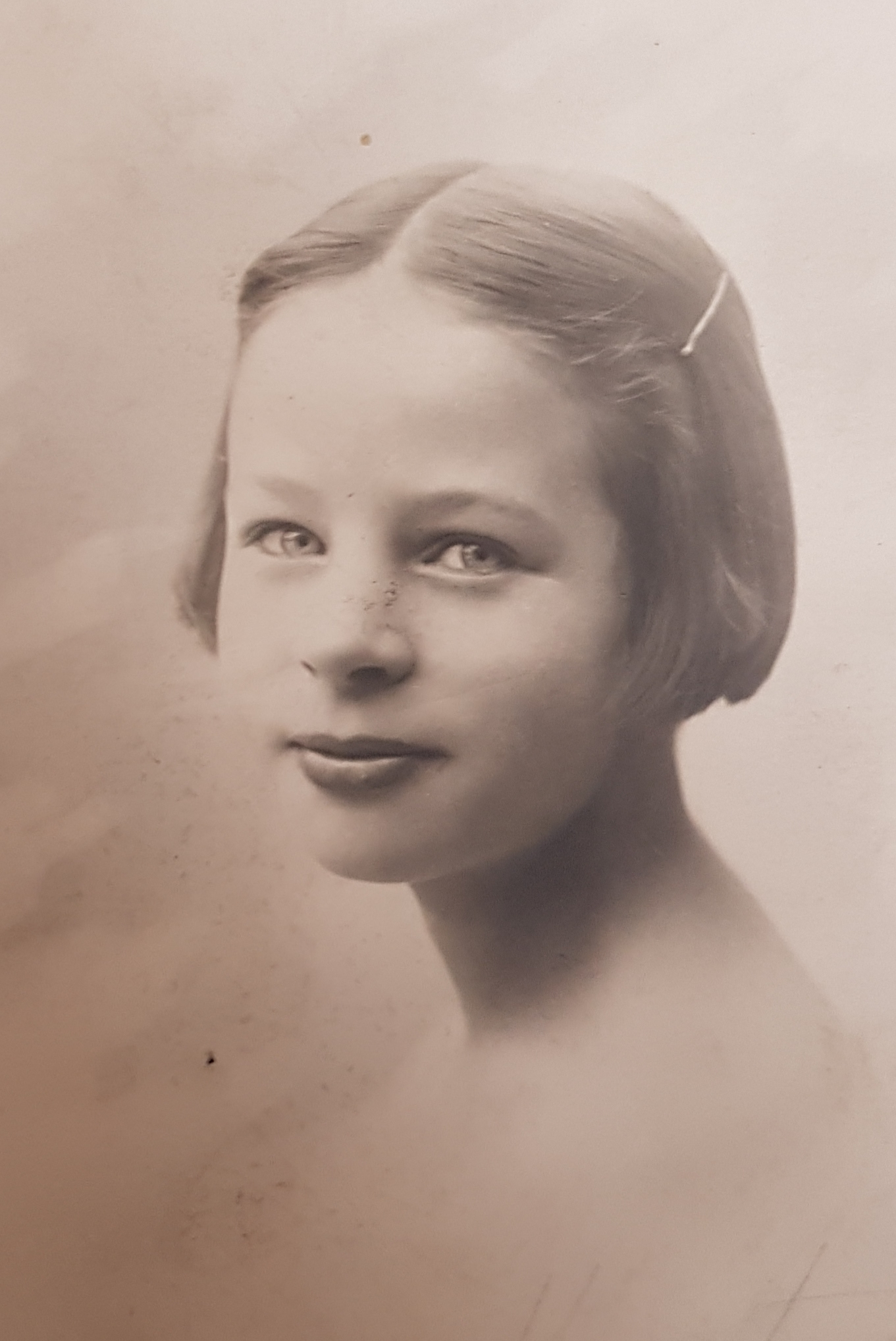
Jacqueline Verne, sa fille à l'âge de 13 ans
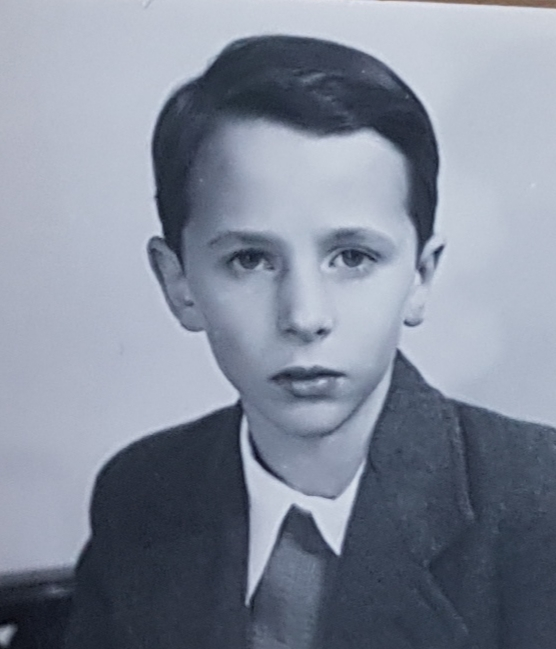
Pierre Verne, son fils à l'âge de 11 ans
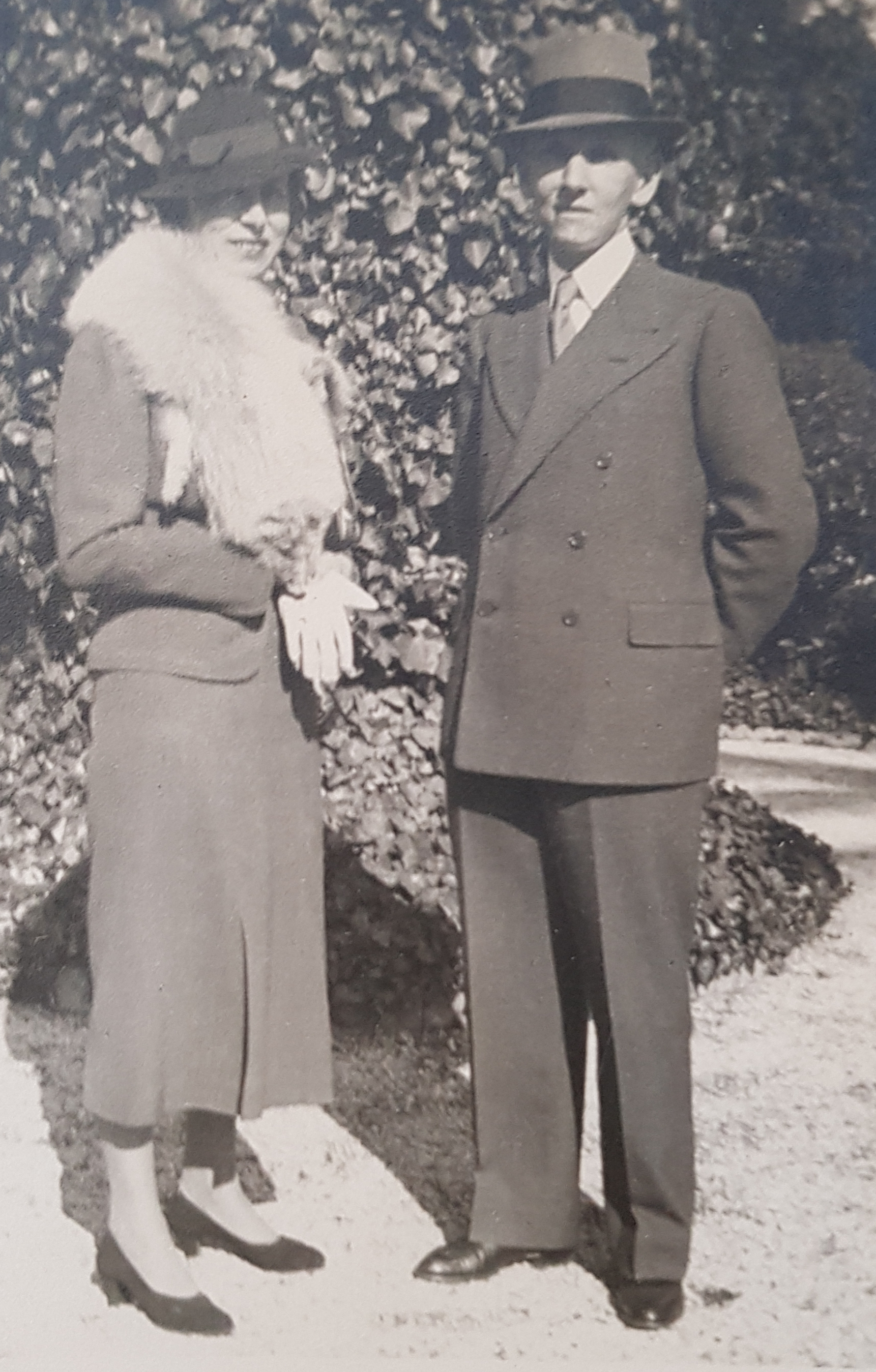
Jean et son épouse Thérèse Jules-Verne vers 1930

En 1918, il publie, à compte d’auteur, Un cri d’alarme, fascicule qui reprend plusieurs articles qu’il avait écrits pour le quotidien Le Petit Varois sur la criminalité infantile.
En janvier 1919, il est nommé attaché de justice au tribunal civil de Toulon, puis attaché à la Chancellerie de Paris (Direction des affaires criminelles, 1er bureau) par décret du 20 mars 1919. 
Il est promu rédacteur de justice par décret du 9 avril 1920, puis substitut du procureur en juillet 1922. En 1921 naît sa fille Jacqueline, qui épousera plus tard le docteur Maurice Perret, médecin général de la Marine. 

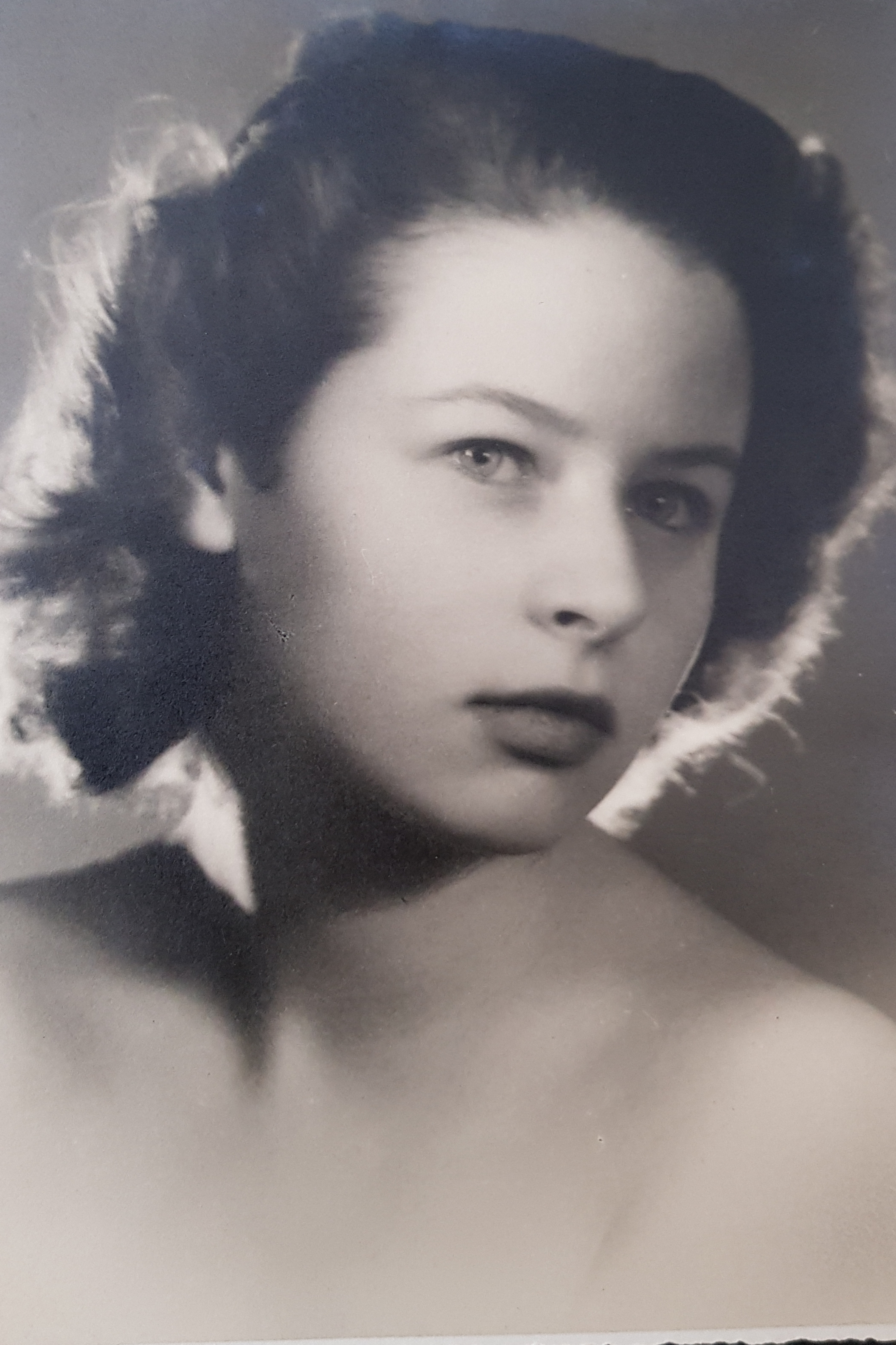
Jacqueline Verne au moment de son mariage
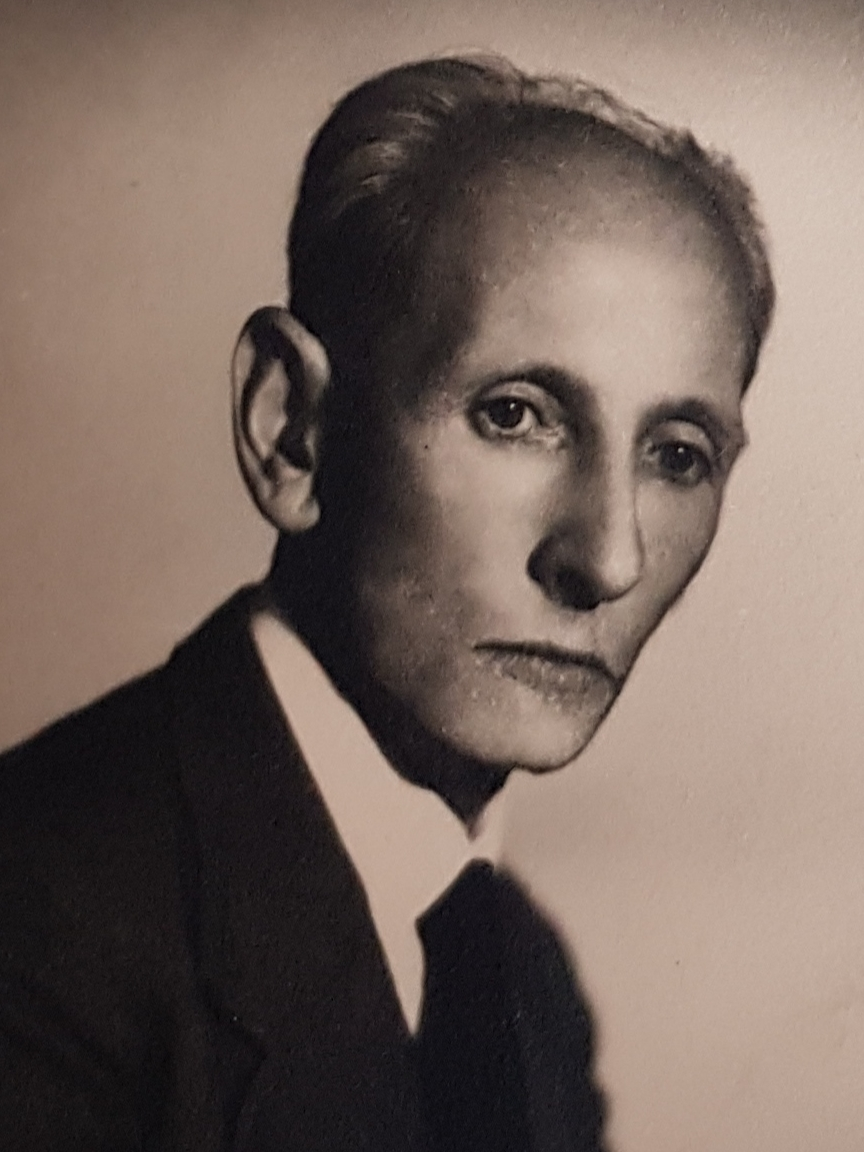
Jean Jules Verne, magistrat
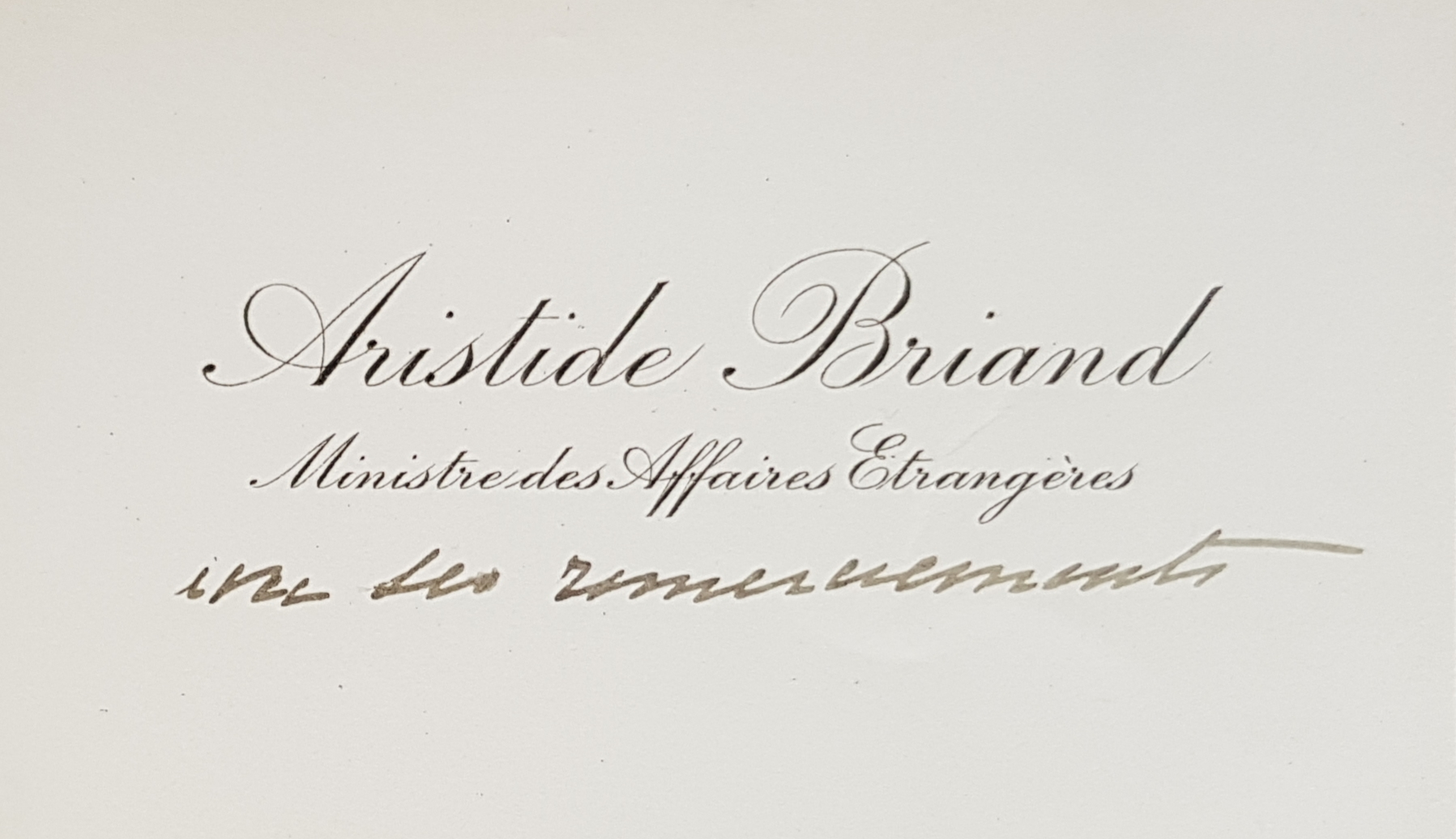
Carte à Jean Jules-Verne

Son père, Michel Verne meurt en 1925 à Paris où il habitait une grande partie de l’année. Jean Jules-Verne est alors en poste comme substitut du procureur par intérim à Bar-sur-Seine et à Nogent-le-Rotrou. Il rejoint le tribunal d’Évreux en janvier 1928, où il occupe la fonction de juge d’instruction, et fin mars il intègre le tribunal civil de Rouen en tant que substitut du procureur.
Atteint d’une maladie de peau suspecte, il reçoit au début des années 1920 les premiers traitements par radiothérapie de rayons X pour les cancers de la peau. Mal réglé, le générateur le brûle intégralement. Son corps trouvera à se réparer, mais son visage restera très atteint, et il développera un cancer de la peau qui gagnera peu à peu le cerveau. Il subira à la fin de sa vie de nombreuses greffes de peau et de chair. Il mourra d’une infection à l’âge de 88 ans.
En 1931, il publie dans le Bulletin de la Société normande de géographie un ensemble de très courts textes intitulés : Instantanés. Préoccupé par la santé de sa fille, à laquelle les médecins préconisent un climat sec et chaud, il demande sa mutation plus au sud, et devient procureur de la République au Tribunal de Valence en septembre 1931. C’est l’année de naissance de son fils Pierre Verne (devenu psychiatre et chef de clinique, il meurt en 1972).
Il est invité en 1931 à New-York pour le lancement du sous-marin Nautilus, fabriqué par l’australien Sir Hubert Wilkins et sous le commandement du capitaine Danenhower afin d'explorer le pôle Nord, sur les traces du capitaine Nemo. Il effectue la traversée à bord de l'Île-de-France.

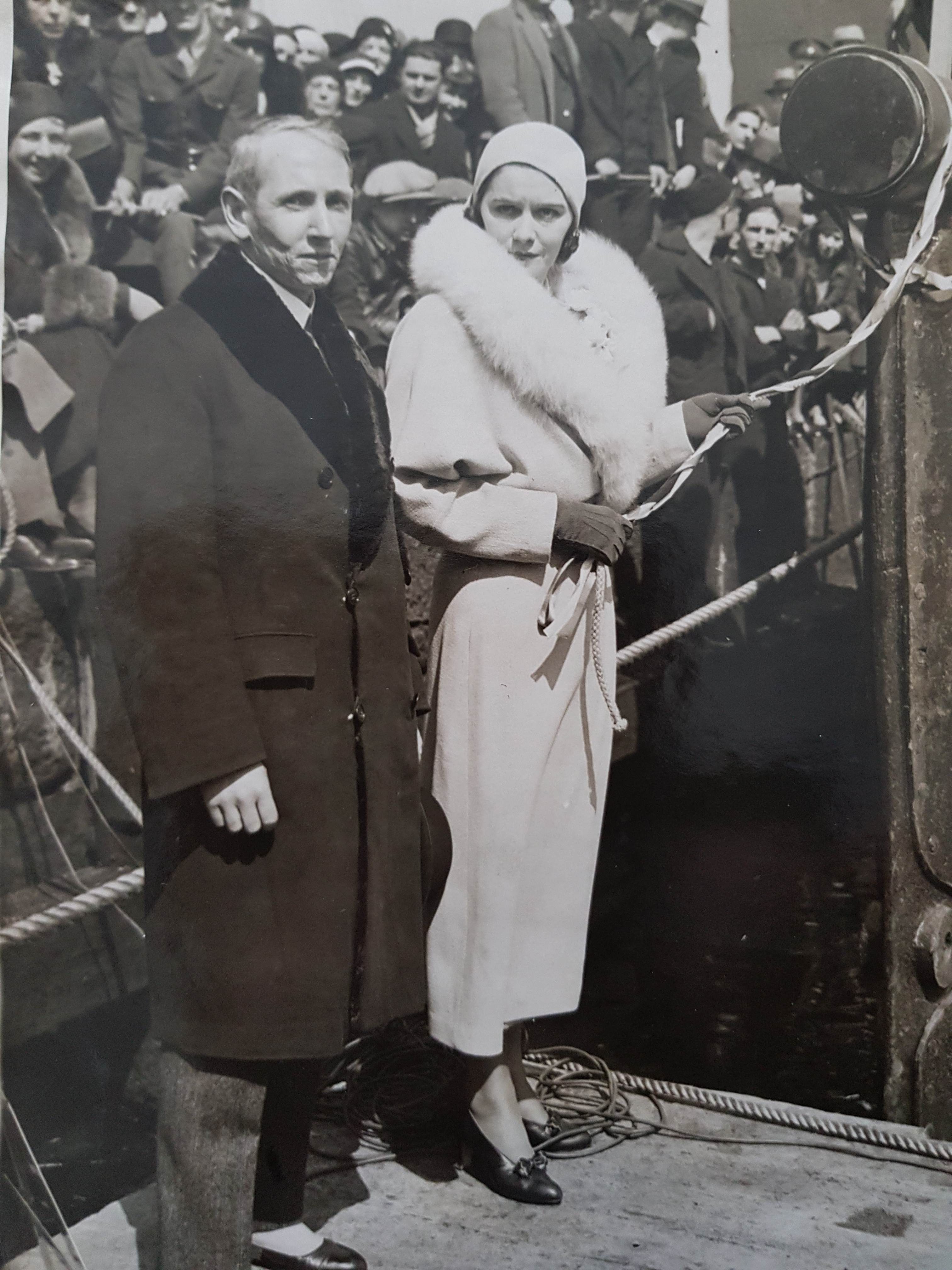
Jean Jules Verne et Lady Hubert Wilkins à New-York en 1931
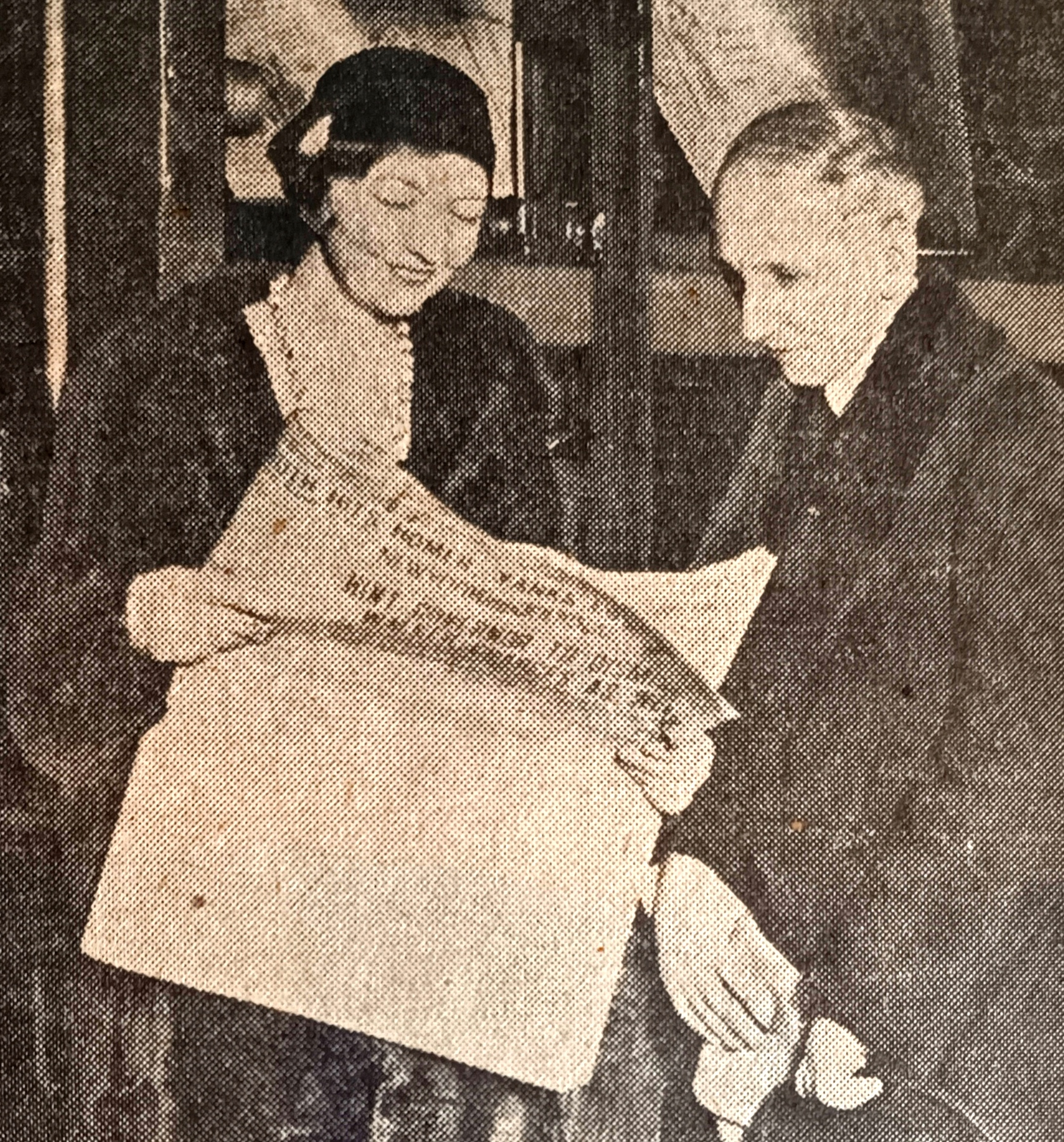
Mrs Danenhower (épouse du capitaine du Nautilus) et Jean Jules Verne à New-York en 1931
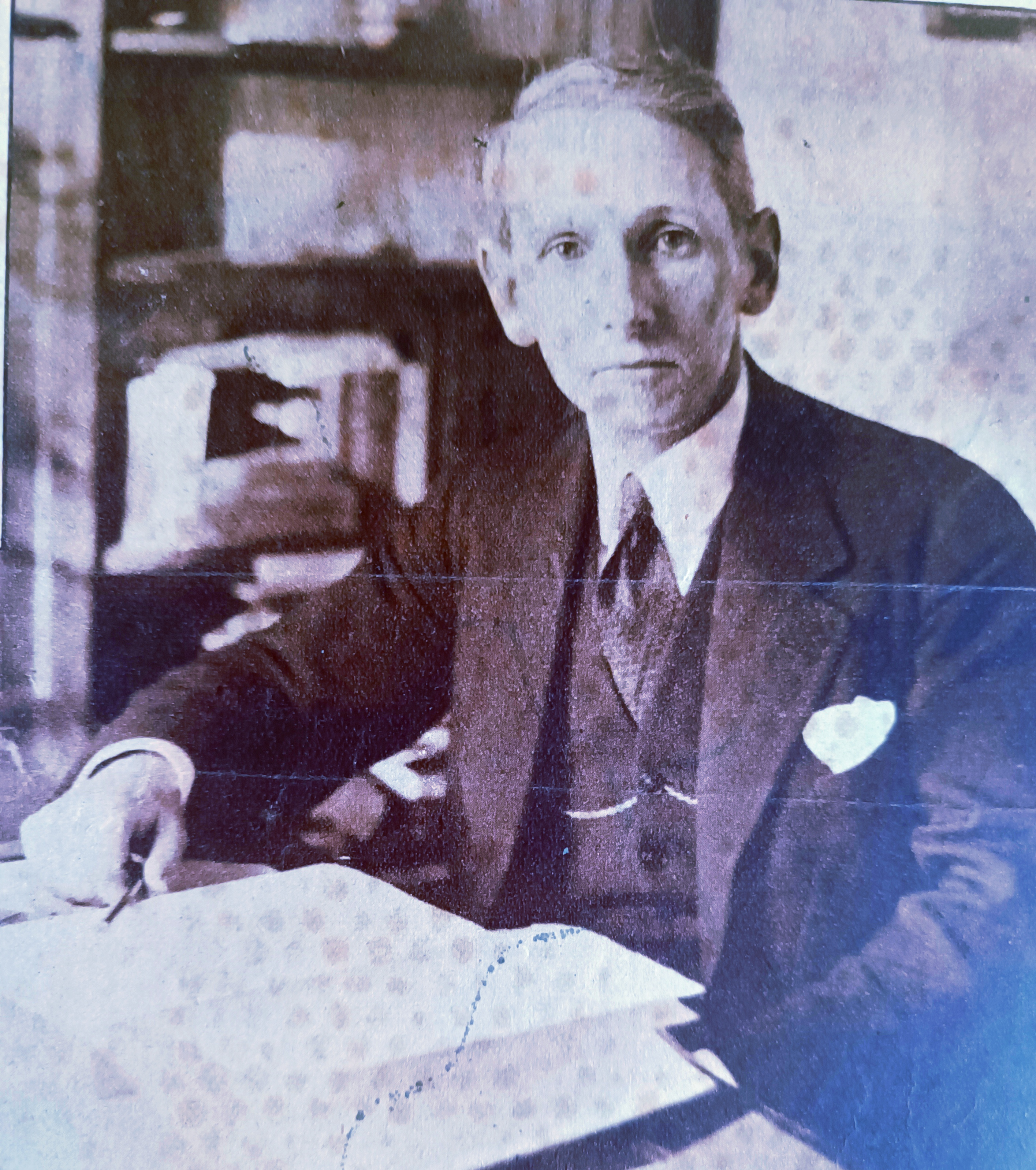
Jean Jules-Verne à New-York en 1931
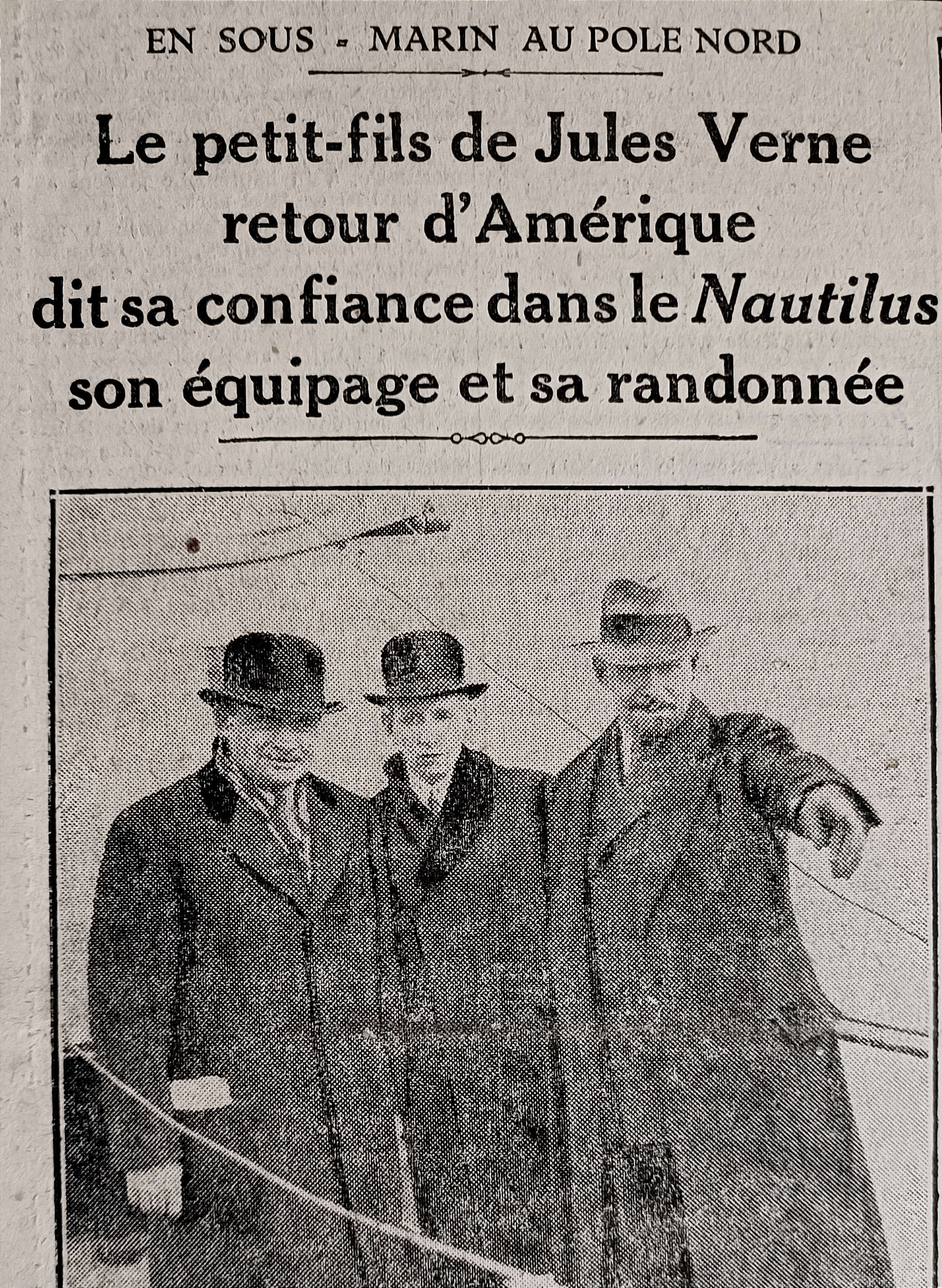
Sir Hubert Wilkins, Jean Jules-Verne et le Capitaine Danenhower. New-York 1931
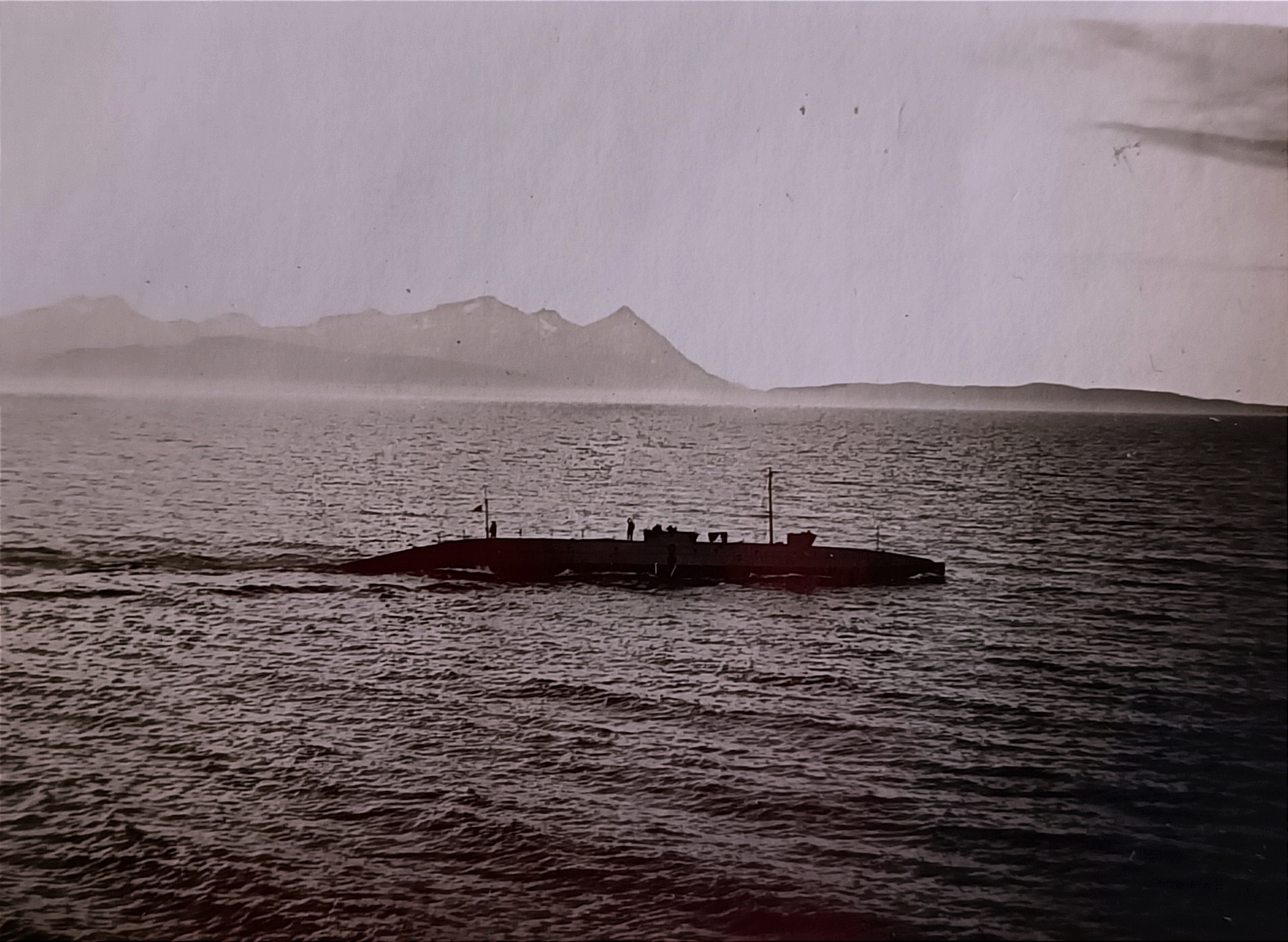
Le sous-marin Nautilus de Sir Hubert Wilkins

En 1937, il prête serment en tant qu’avocat général 1re classe à la Cour de Grenoble où il passe les années de guerre. À l’audience solennelle de rentrée il fait un long discours sur le célèbre jurisconsulte toulousain Jacques Cujas, qui sera publié par La Librairie de l’académie de l’université de Grenoble, sous le titre Vie de Cujas.[réf. nécessaire]
Ayant dit en audience, à propos de l’avocat Maître Jean-Charles Legrand : « Les méthodes employées par cet avocat sont indignes de la robe qu’il porte et une mesure à son égard serait accueillie avec un sentiment de soulagement par les barreaux de France », il est provoqué en duel par l’avocat le 3 juin 1937. La presse s’empare de cet événement qui sera finalement réglé à l’amiable.[réf. nécessaire]

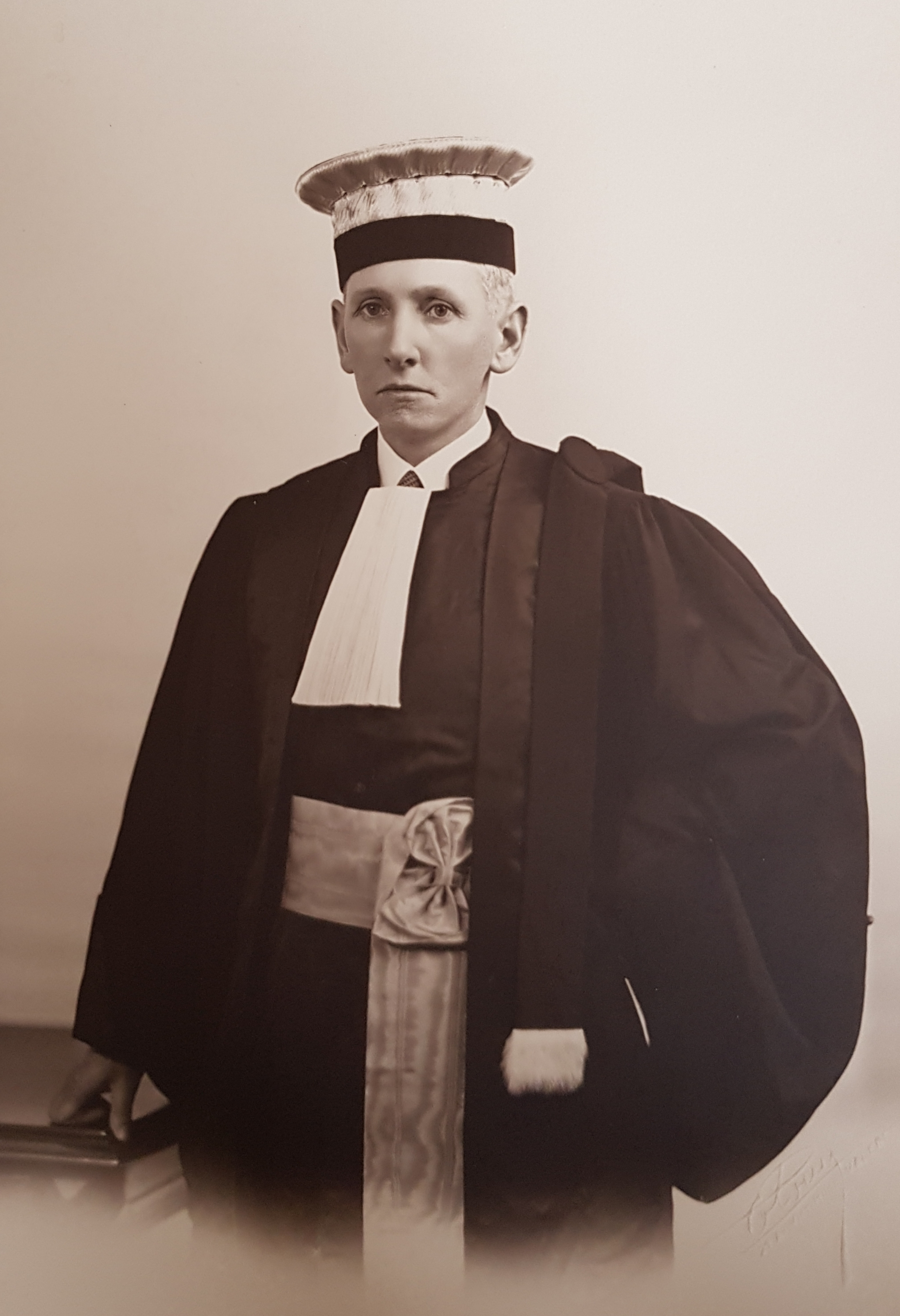
Jean Jules-Verne, Avocat Général

Pendant le conflit, « sa position à l’égard de la résistance à Grenoble était si bien connue que le procureur général, en place à Aix-en-Provence, après la libération est venu lui rendre visite en le saluant du titre de premier résistant de Grenoble — premier dans le temps tout au moins. Il a toujours gardé silence sur ce rôle, estimant n’avoir aucun avantage personnel à tirer de son action. Il n’ignore pas que c’est par suite de son départ précipité pour Toulon qu’il a échappé à une arrestation dangereuse par la Gestapo » écrira son supérieur hiérarchique dans son dossier administratif. À ce titre, il sera fait Chevalier de la Légion d’Honneur le 17 août 1948 par le Président Vincent Auriol.
Son épouse Thérèse meurt en 1941, le laissant veuf avec deux enfants. A sa demande, il est nommé en 1943 président du tribunal de grande instance de Toulon. Il y retrouve son frère aîné Michel et sa mère. Plus tard, il regrettera ses choix de carrière et n’aura pas le parcours qu’il méritait, selon ce qu’on peut lire dans son dossier administratif. Refusant de se servir de son nom et des anciennes relations de son père, il terminera sa carrière au tribunal de Toulon en 1962.[réf. nécessaire]

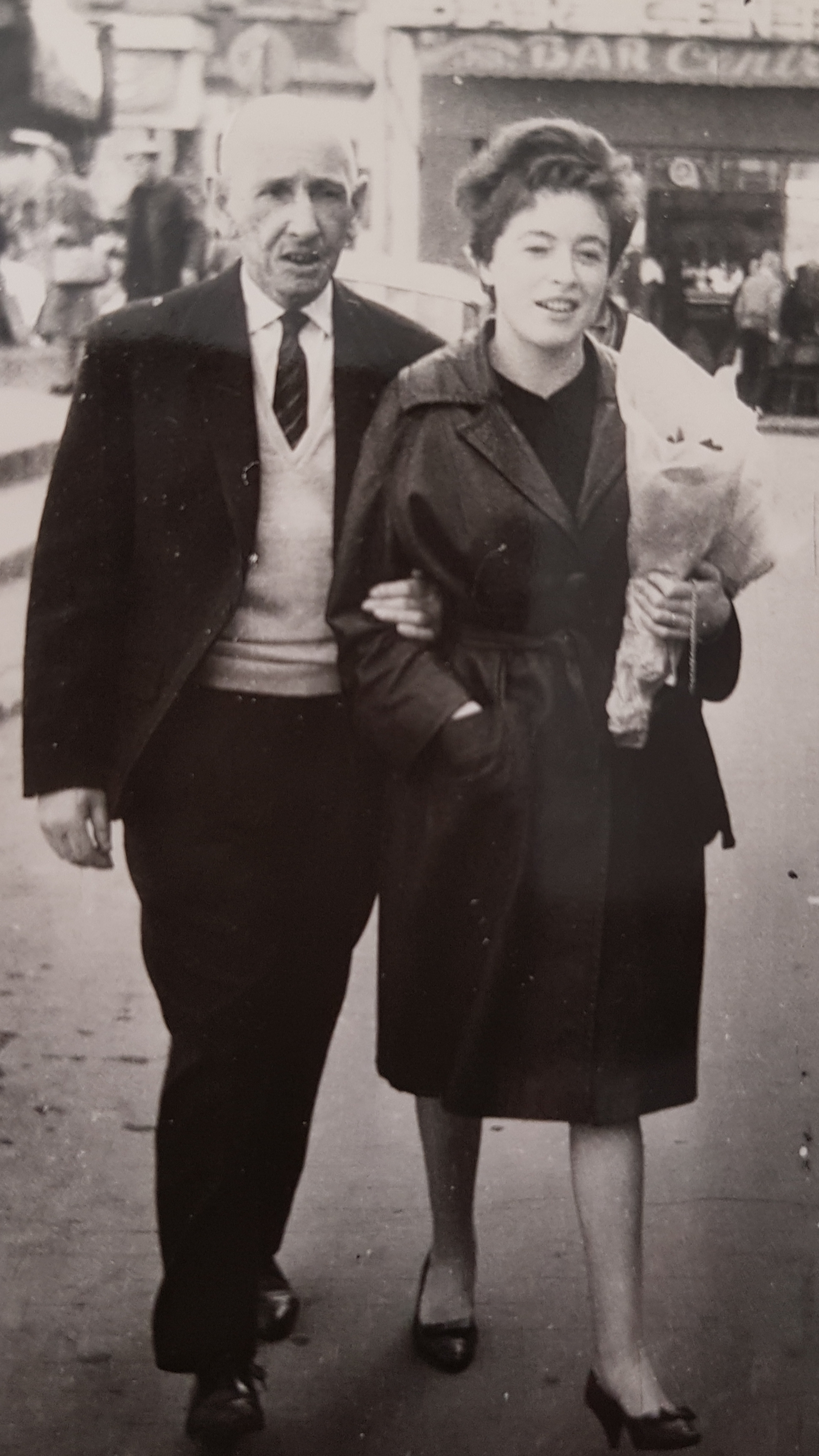
Jean Jules-Verne et Andrée, sa seconde épouse. Toulon 1960

En 1949, il écrit une longue nouvelle, Lucien Bruyères, et en 1950 une adaptation théâtrale du roman de son grand-père Jules Verne Le Chancellor. 
En 1951, il publie aux éditions Colbert l’essai Combats contre la nuit. 
En 1953, il termine Le Marchand de personnages, une pièce qui intéressera l’acteur Raymond Gérôme. Le projet n’aboutira pas.
Il achète un terrain de 1,3 ha à Madame Henriette Gourmaud, ancienne couturière et veuve d’un peintre en lettres toulonnais. Il trace une route carrossable et y fait amener l’eau courante et l’électricité. 
Dans cette vallée de Dardennes, il est alors le seul à posséder une voiture. Son frère Michel meurt en 1960.
C’est à cette époque qu’il rencontre Andrée Daste, greffière au tribunal de Toulon, de quarante-deux ans sa cadette. Ils se marient en octobre 1961 à Toulon. Proche de la limite d’âge, il postule alors au Quai d’Orsay pour un poste au Maroc et à la cour suprême de Côte d’Ivoire et à celle du Cameroun. Son état de santé et son âge ne lui permettront pas d’être retenu. Son fils Jean naît en décembre 1962.

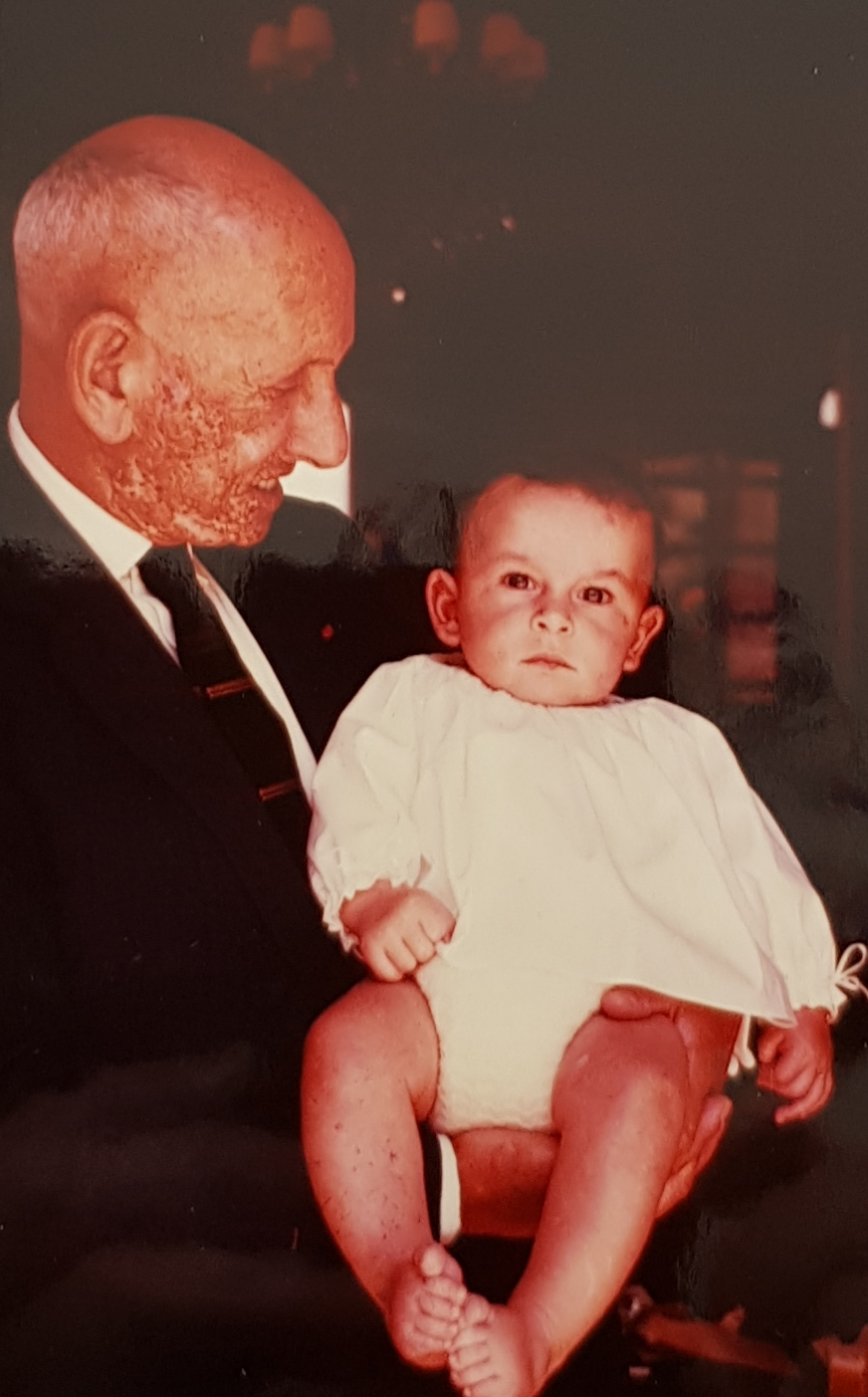
avec son fils Jean en 1963
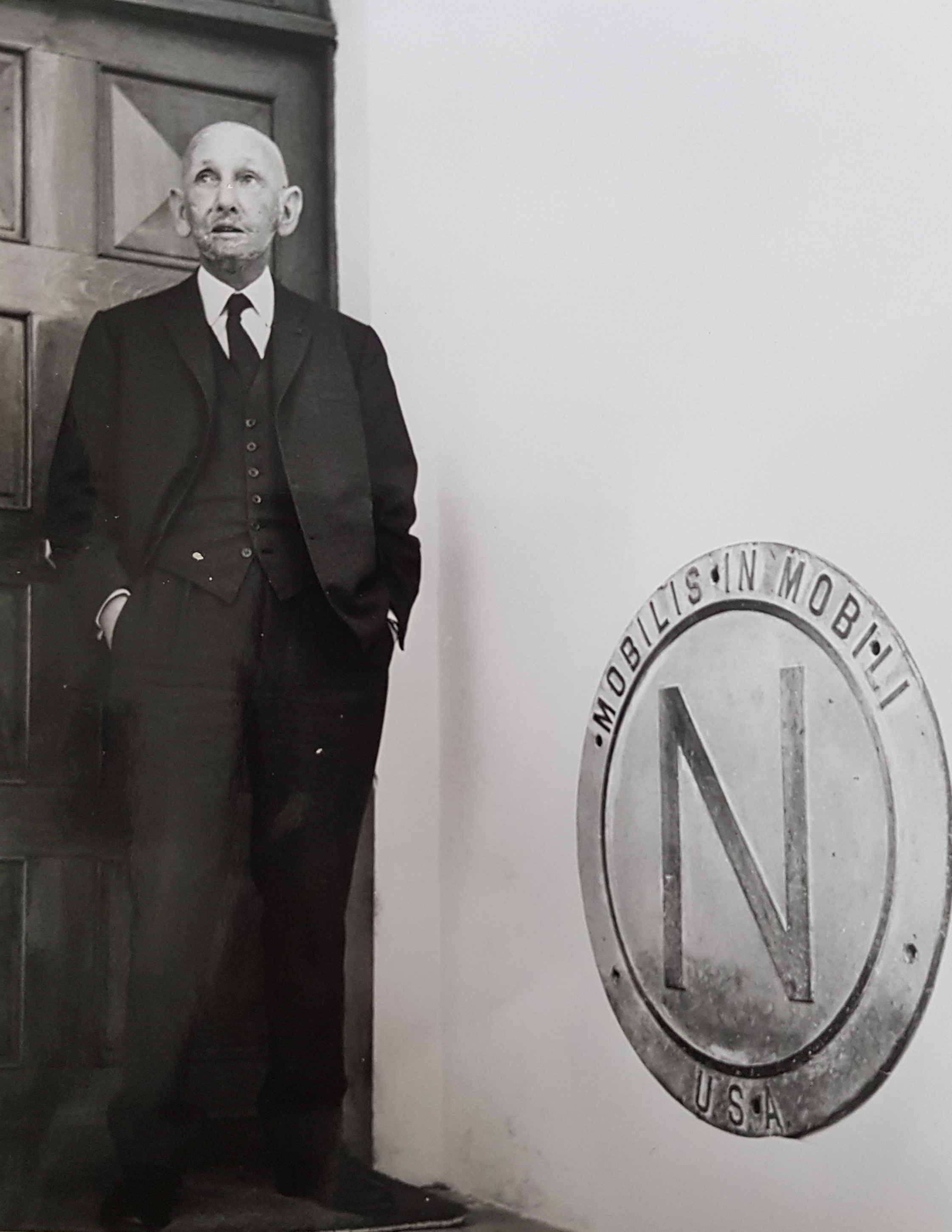
à Toulon devant la plaque du premier sous-marin nucléaire américaine Nautilus
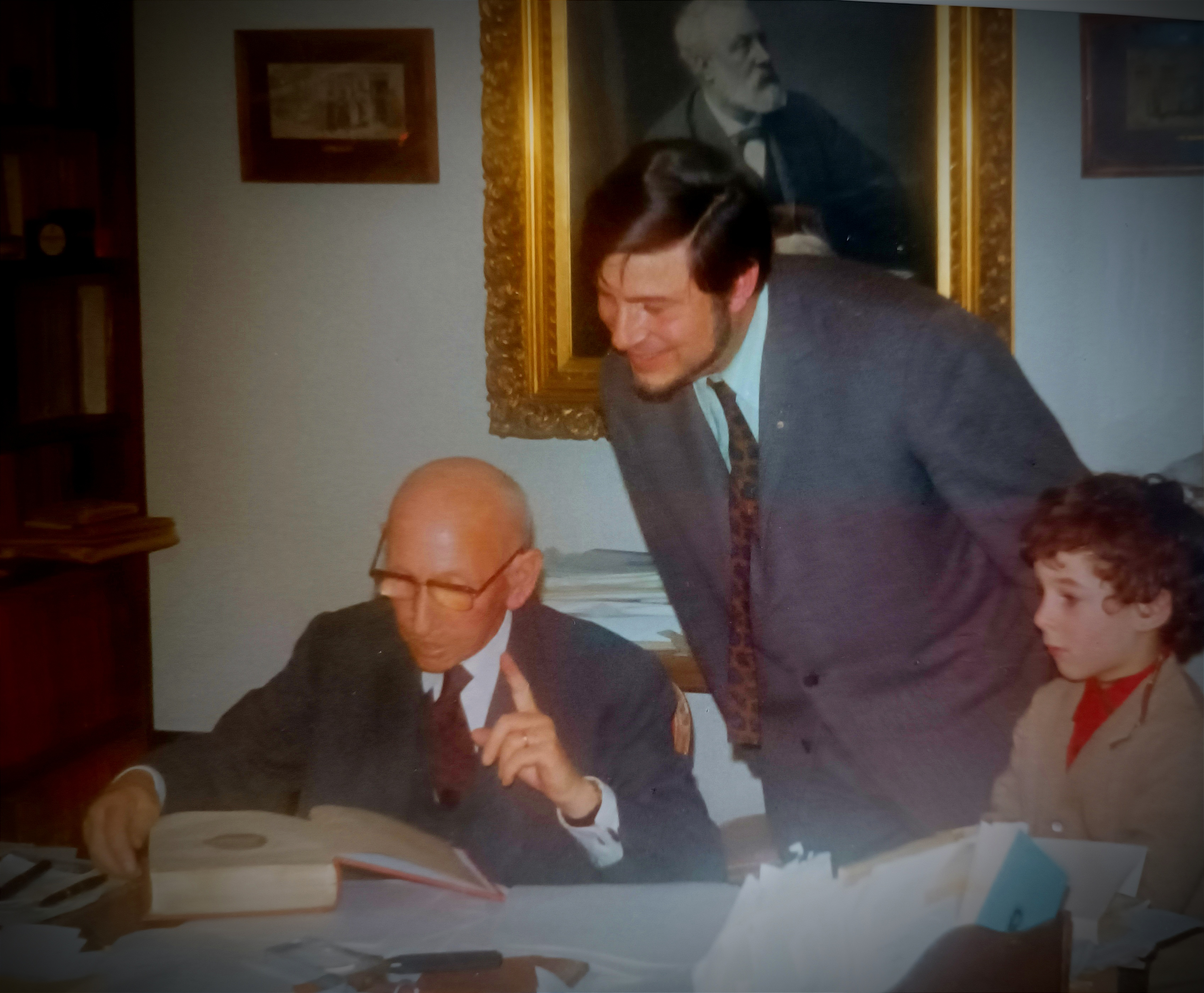
Jean Jules Verne, Georges Beaute et Jean Verne à Toulon en 1969
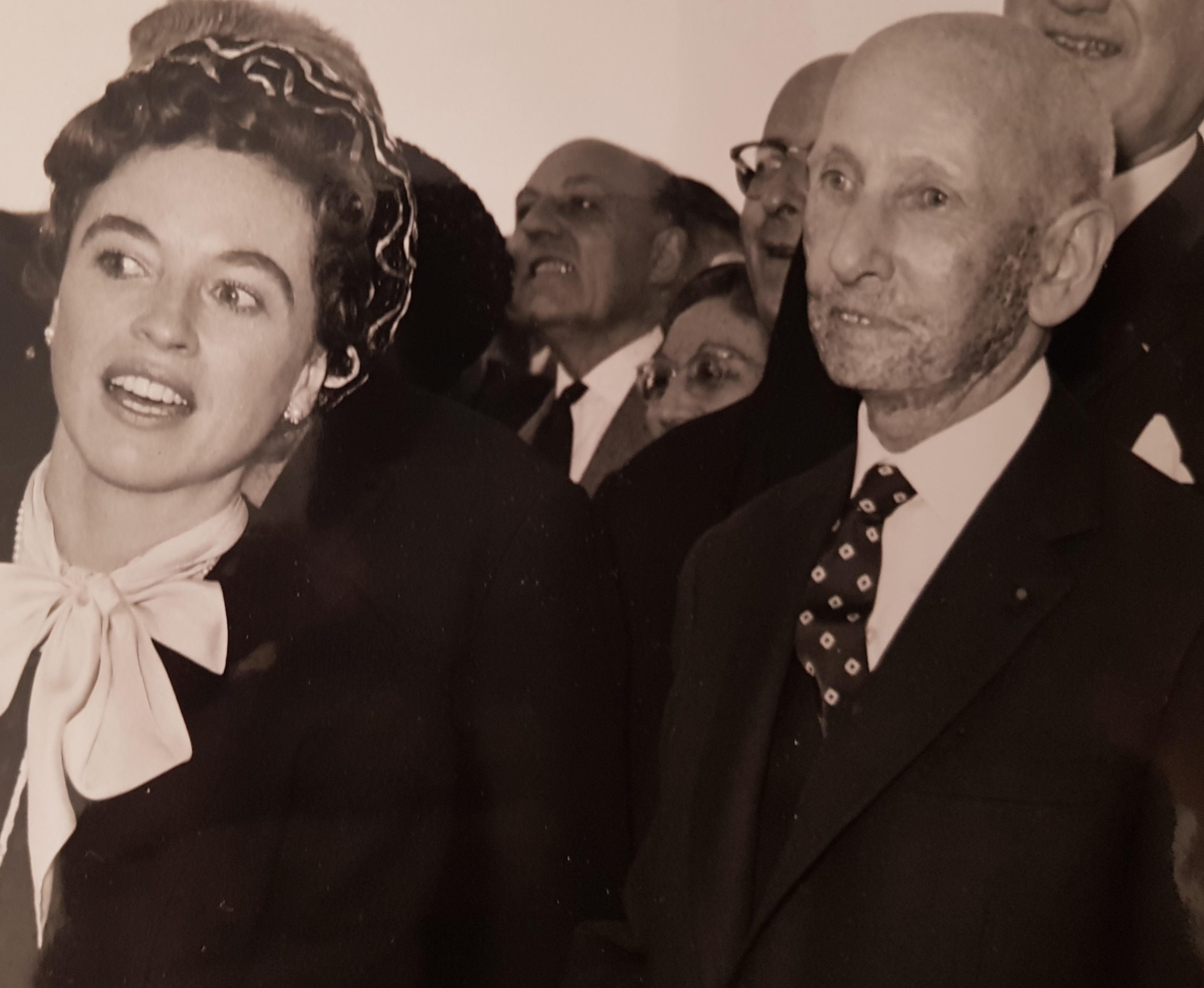
Andrée et Jean-Jules Verne lors du baptême du méthanier Jules Verne à Saint-Nazaire en 1964

En dehors de conseils juridiques occasionnels, il consacre l’essentiel de sa retraite à son grand-père Jules Verne, donnant de nombreuses conférences. En 1965, Hachette lui propose d’écrire le livre inspiré du film de Victor Tourjanski Le Triomphe de Michel Strogoff sorti en salle en 1961. Ce film est une suite cinématographique du roman de Jules Verne Michel Strogoff. Le roman paraît en 1967 dans la collection Bibliothèque verte d'Hachette. 
En tant que président d’honneur de la Société Jules Verne en France, fondée en 1935 par Jean H. Guermonprez et Cornelis Helling, il participe et intervient dans de nombreux colloques et séminaires tant à Nantes, Amiens que Paris.
En avril 1966, il rencontre le cosmonaute russe Alexeï Leonov, premier homme à avoir réalisé une sortie extra-véhiculaire dans l'espace dans le cadre de la mission Voskhod 2, en mars 1965, lors d’un événement au Pub Renault sur les Champs-Élysées. Il retrouve Frank Borman en 1969 à l’ambassade des États-Unis à Paris après le succès de la mission Apollo 8, et plus tard Neil Armstrong et Buzz Aldrin, après le succès de la mission Apollo 11, en Bourgogne où tous seront intronisés à la Confrérie des chevaliers du Tastevin au Château du Clos-de-vougeot.[réf. nécessaire]

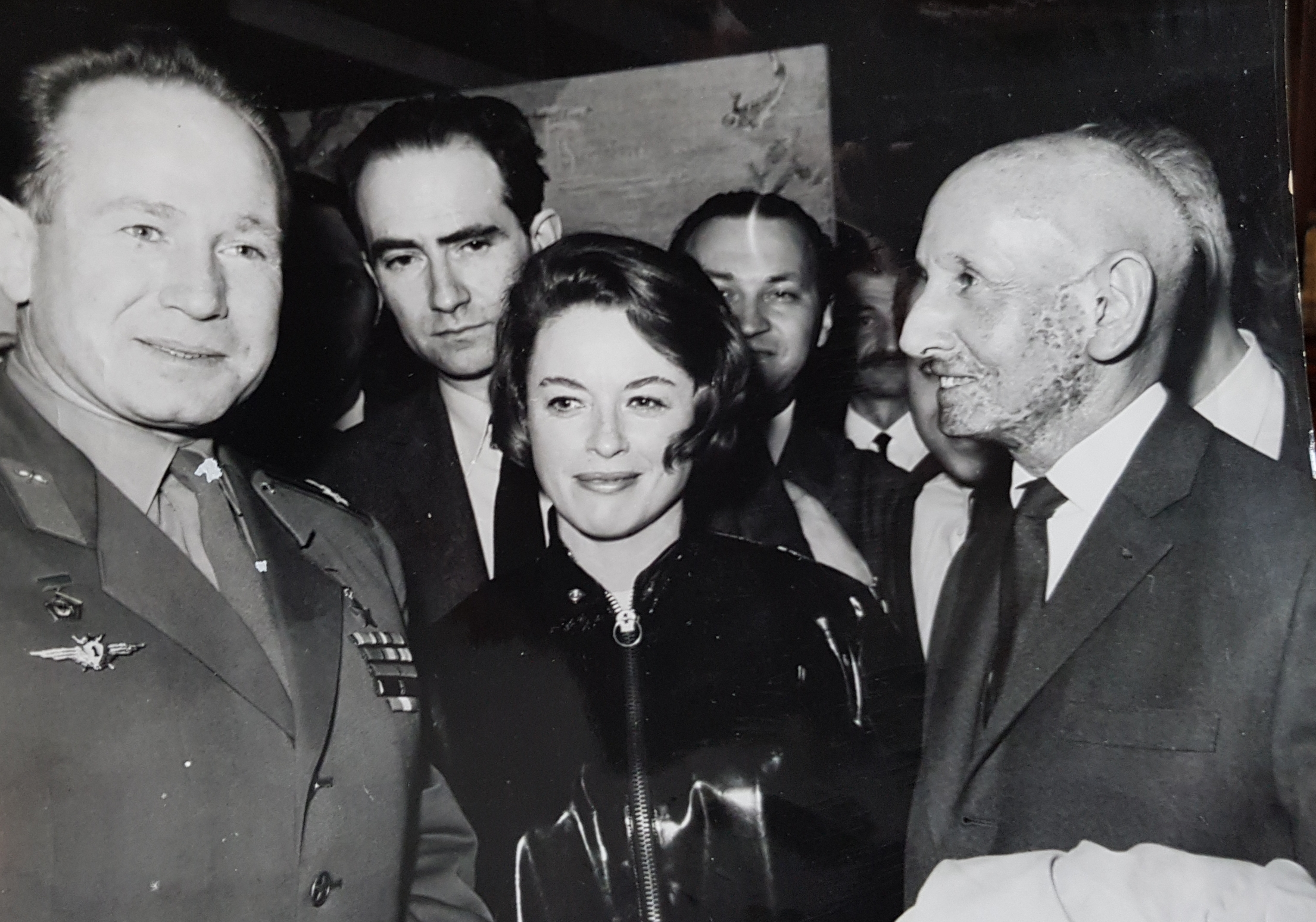
Avec l'astronaute Alexeï Leonov, Paris 1964
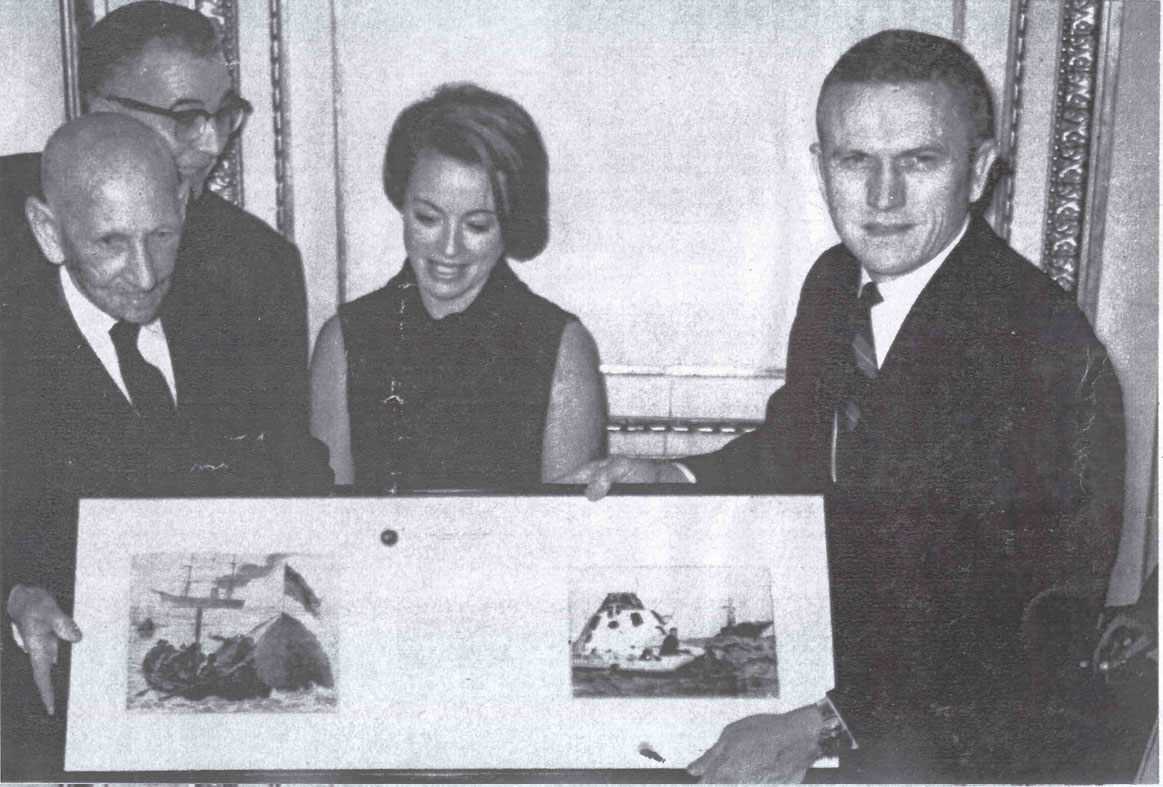
Avec l'astronaute Frank Borman à Paris en 1969
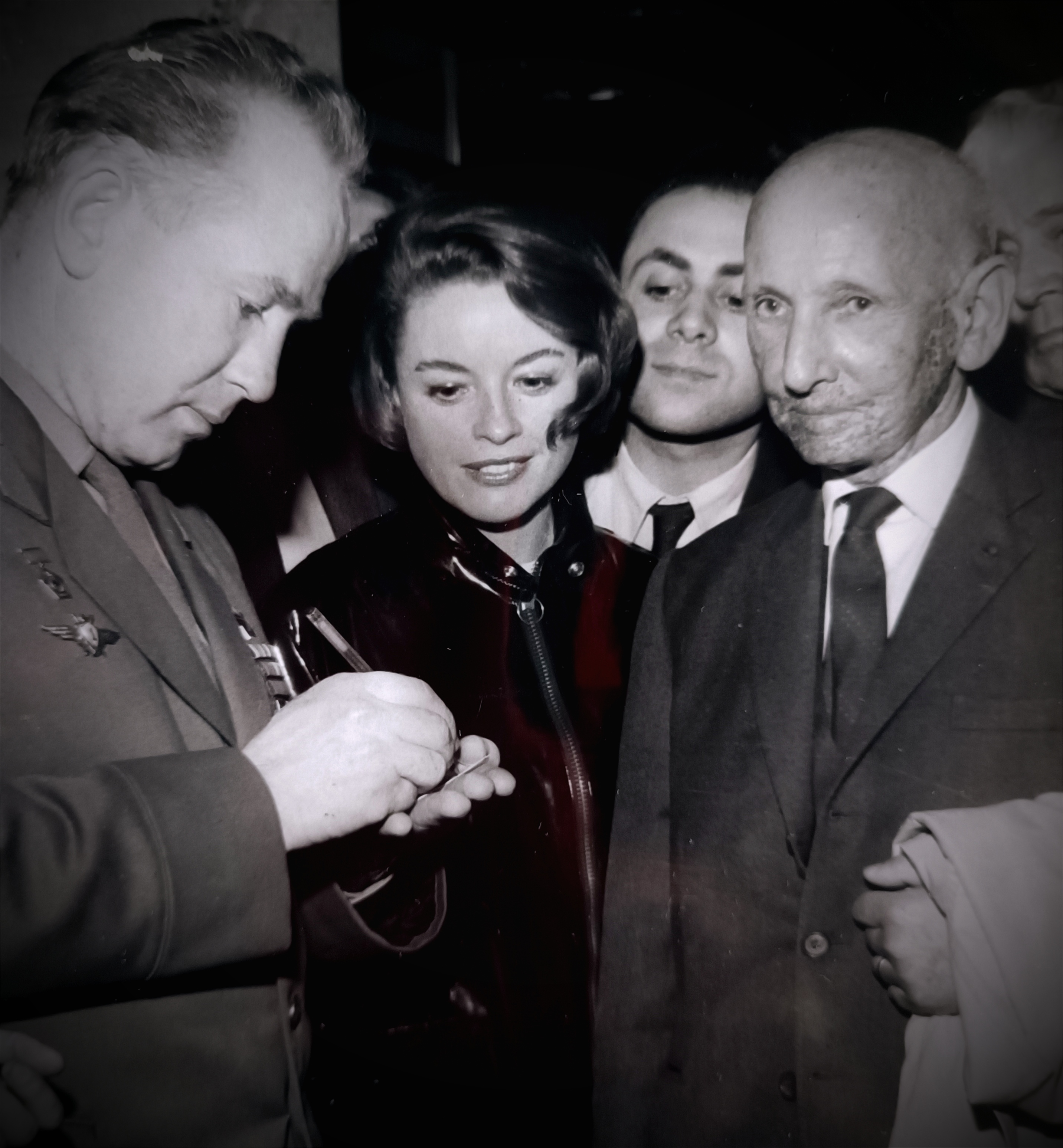
Alexeï Leonov, Andrée et Jean Jules-Verne, Paris 1966
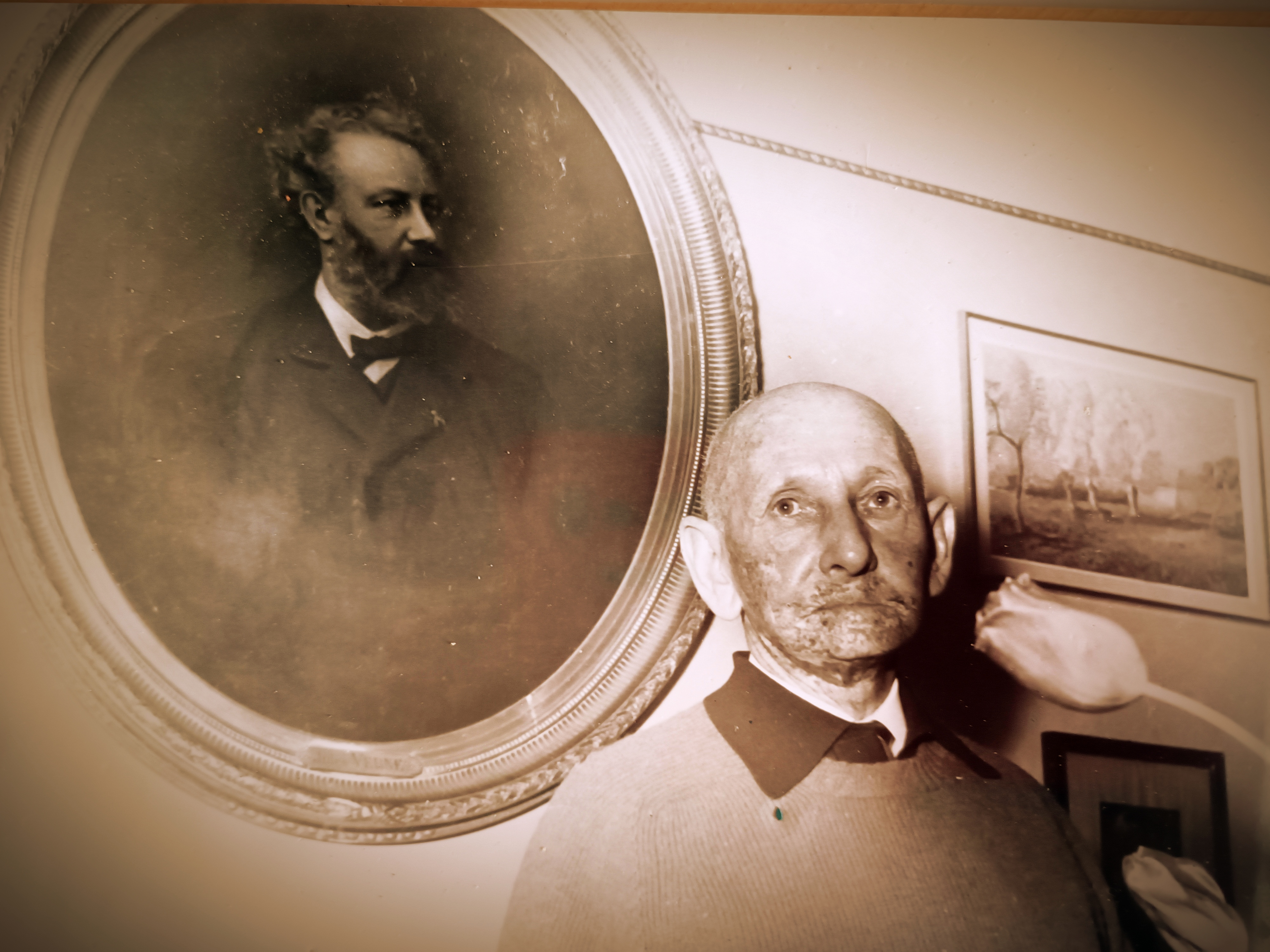
Jean Jules-Verne devant le portrait de son grand-père Jules Verne

Dépositaire dans sa maison toulonnaise de quasiment tous les manuscrits de Jules Verne, dont il possède la moitié, il accueille de nombreux chercheurs universitaires qui viennent les consulter. Il accueille également plusieurs collectionneurs tels Charles-Noël Martin, Georges Beaute, Olivier Dumas, Piero Gondolo della Riva ou Alexis Weissenberg. Luce Courville, fondatrice du Musée Jules Verne de Nantes et bibliothécaire en chef, se souviendra de cette maison lors d’un hommage qu’elle lui rendra après sa mort, en 1980.[réf. nécessaire]

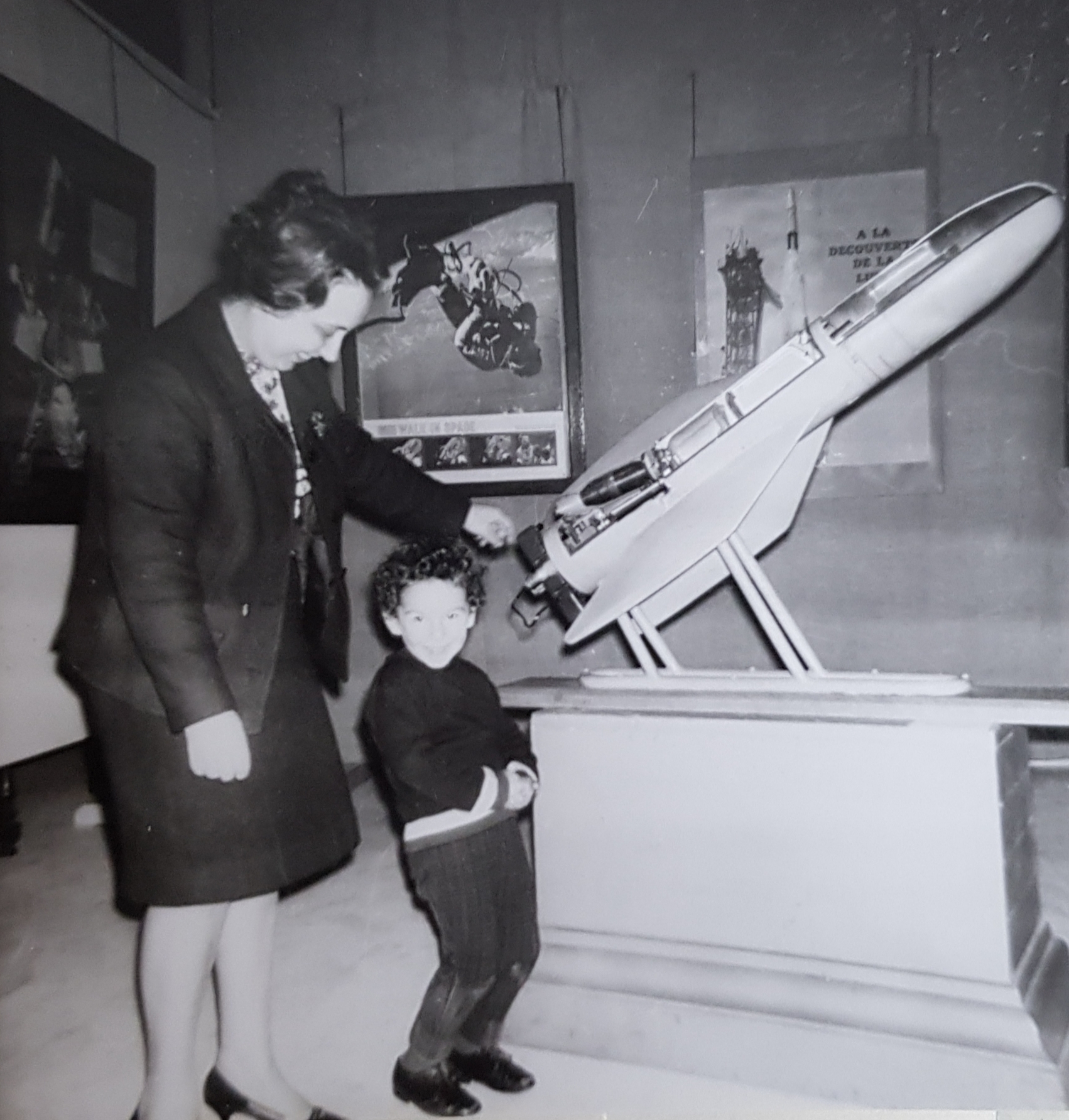
Luce Courville et Jean Verne à Nantes en 1966, exposition Jules Verne
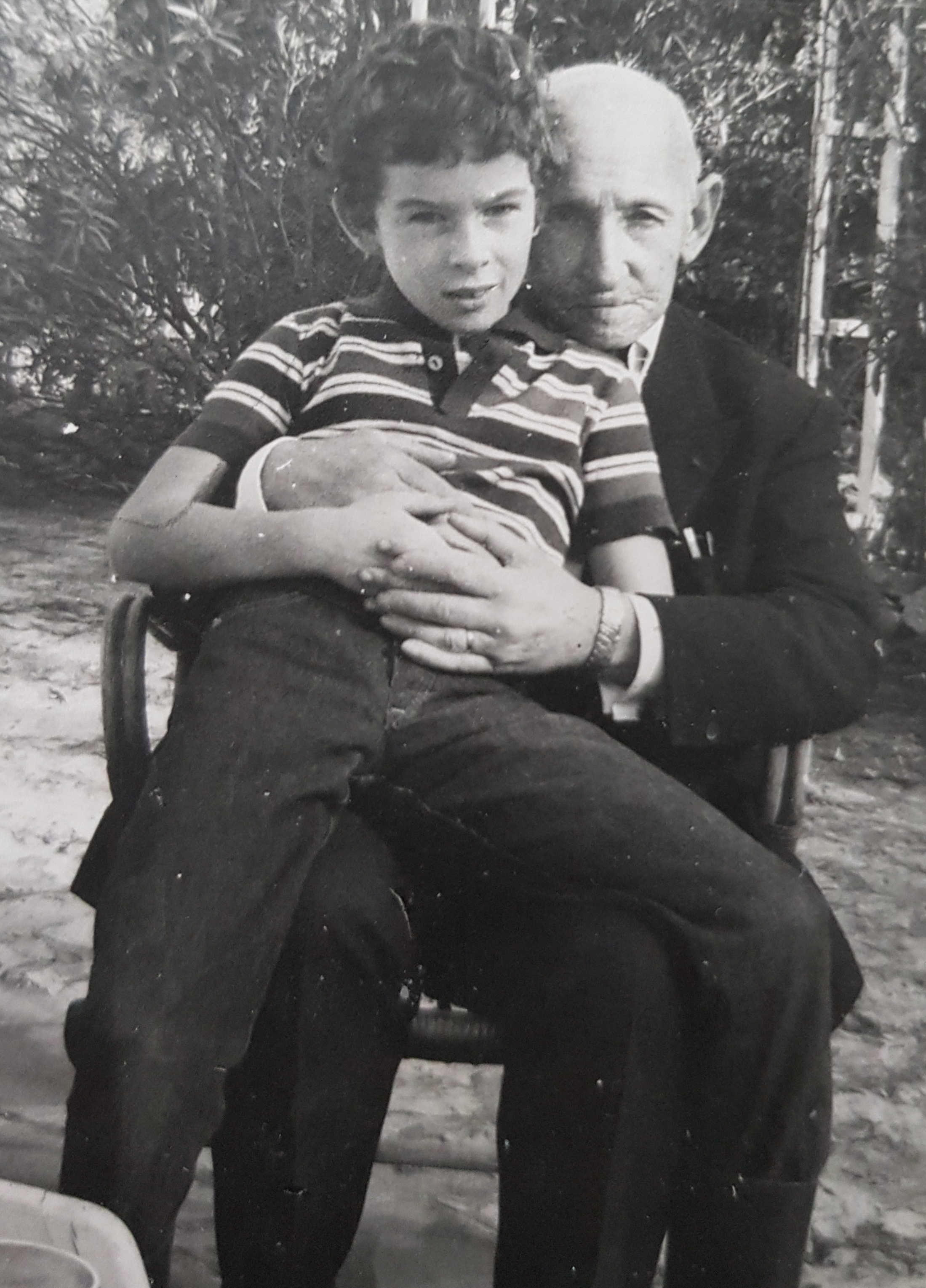
Jean Jules-Verne père et fils en 1974
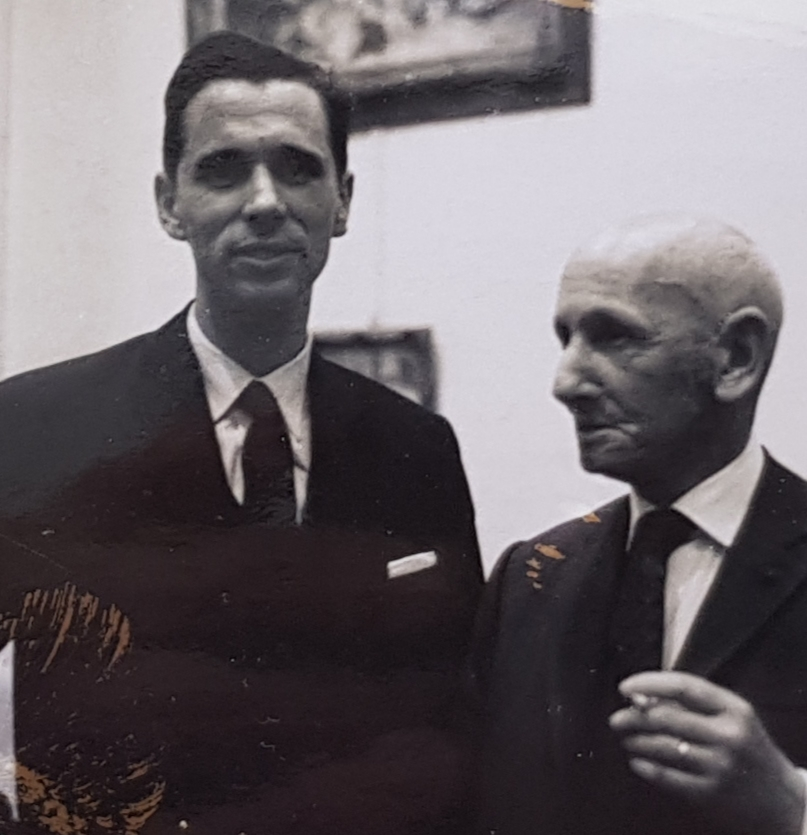
Jean Jules-Verne et son fils Pierre Verne en 1970

En effet, à la demande de l’éditeur Hachette, il travaille à une biographie de son grand-père Jules Verne, la seconde après celle, romancée, de Marguerite Allotte de La Fuÿe, parue en 1928. Publiée en 1973 en France, la biographie Jules Verne sera traduite en anglais et en américain et publiée en 1975.

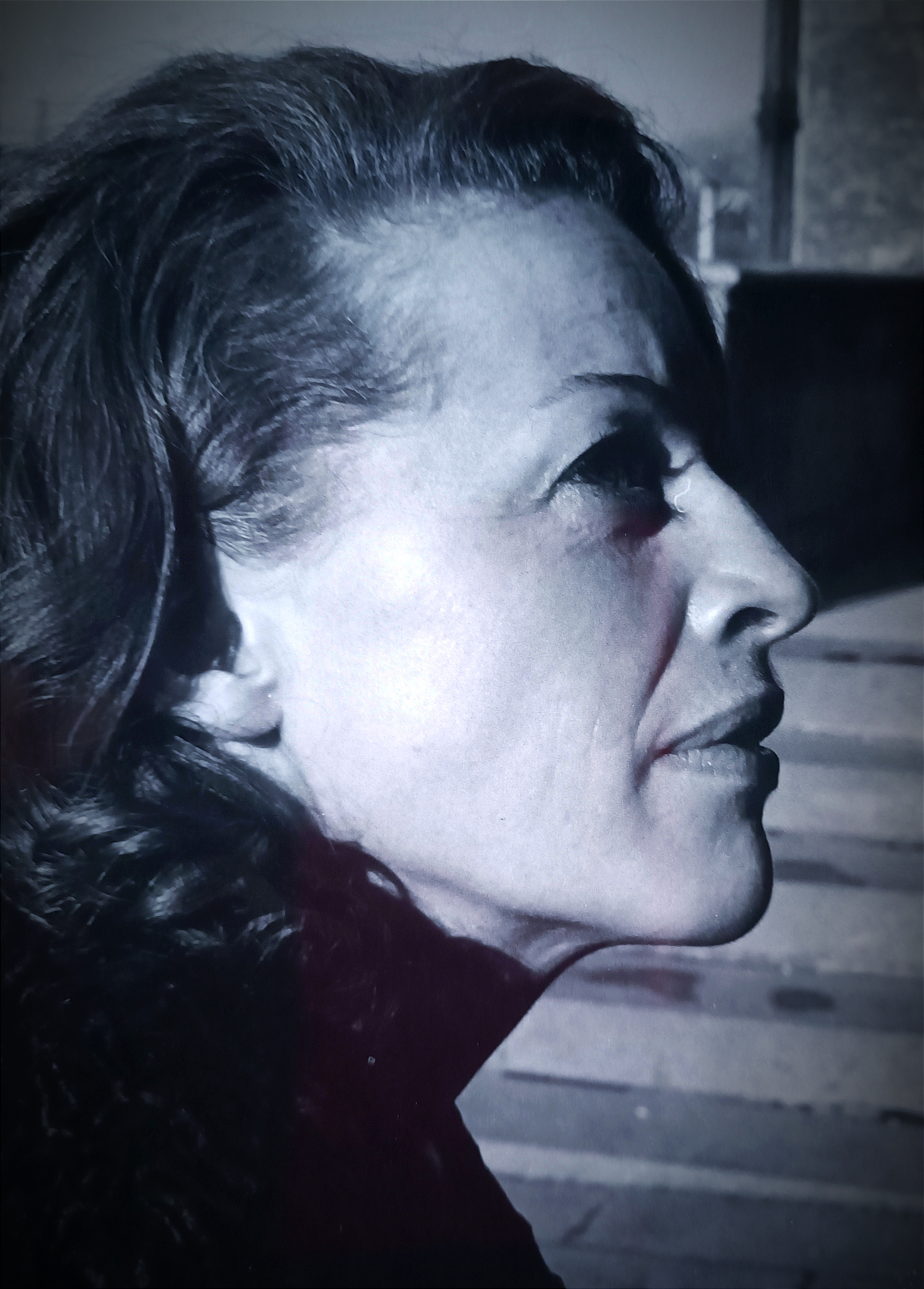
Andrée Jules-Verne à Amiens 1970
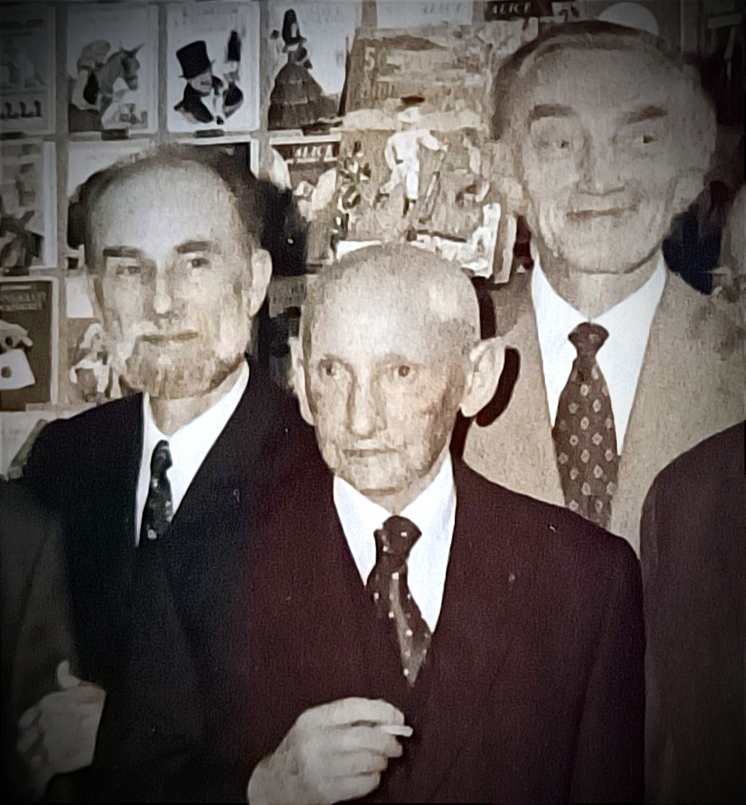
Louis Mirman (Hachette), Jean Jules-Verne et l'écrivain Georges Bayard à Amiens 1970
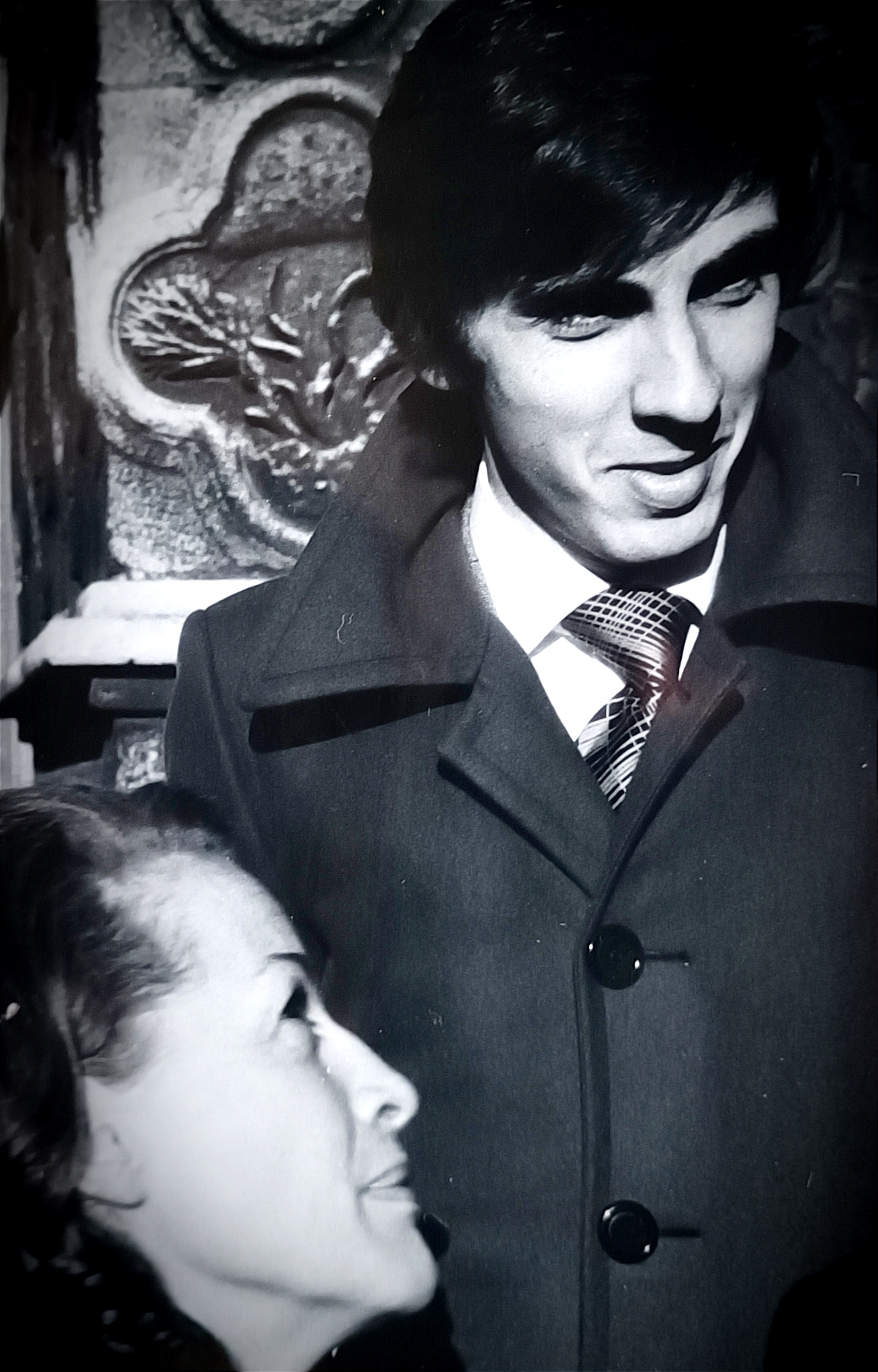
Le collectionneur Piero Gondolo della Riva et Andrée Jules-Verne à Amiens 1970

En 1974, le croisiériste Paquet lui demande une série de conférences sur Jules Verne à l’occasion d’une croisière thématique du paquebot Renaissance en mer Noire, sur les traces de Kéraban-le-Têtu, le héros vernien qui, refusant de payer son droit de passage au détroit du Bosphore, réalise le tour de la mer Noire pour rejoindre l’autre rive d’Istanbul.[réf. nécessaire]
En 1978, déjà très affaibli, il inaugure le musée Jules-Verne de Nantes, premier musée sur le célèbre romancier, voulu par Luce Courville alors directrice de la bibliothèque municipale. Pour cette occasion, il fera donation de meubles et objets ayant appartenu à Jules Verne. Son fils Jean poursuivra ces donations à partir de 2005, centenaire de la mort de Jules Verne. 

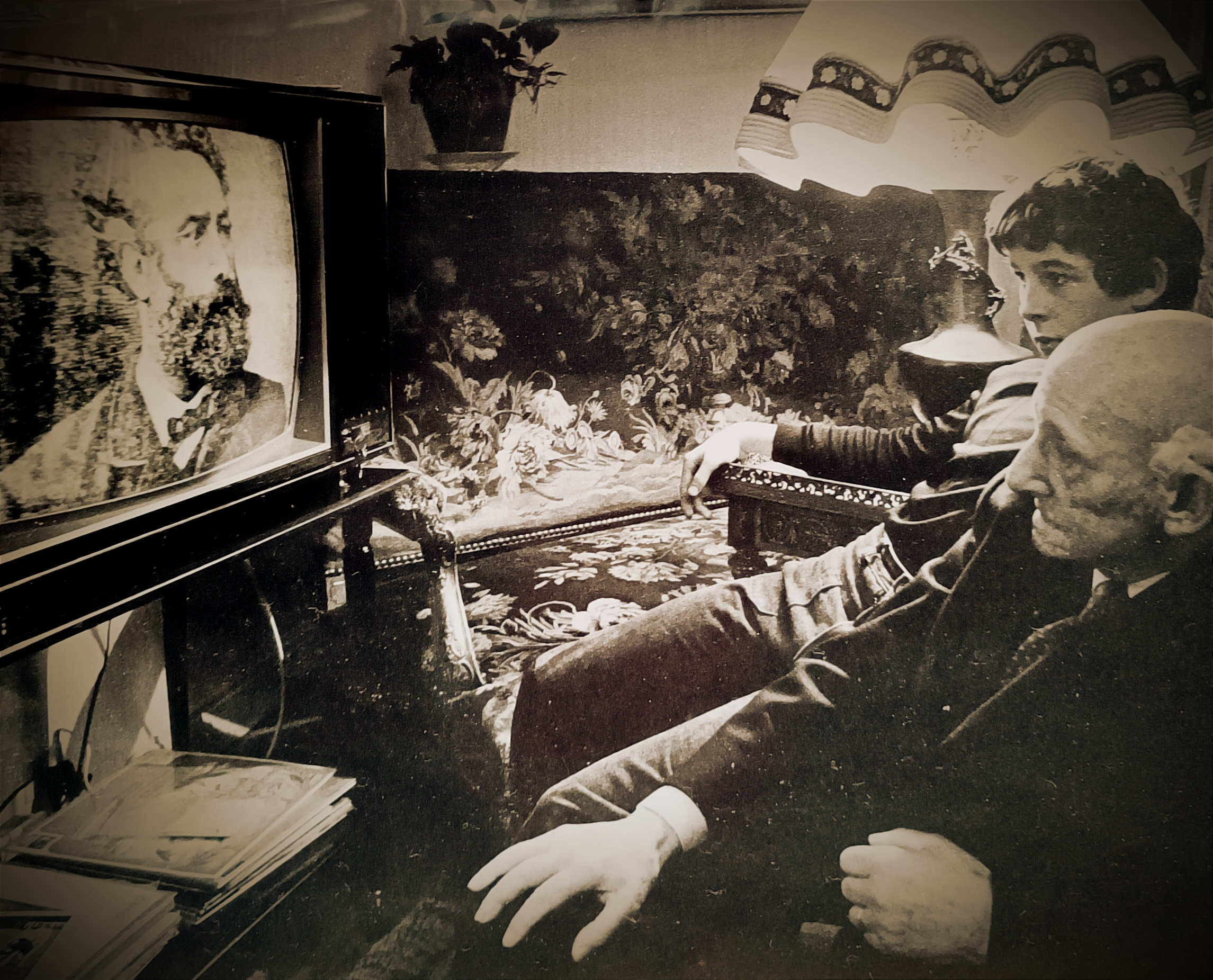
Jean Jules-Verne et son fils Jean 1974
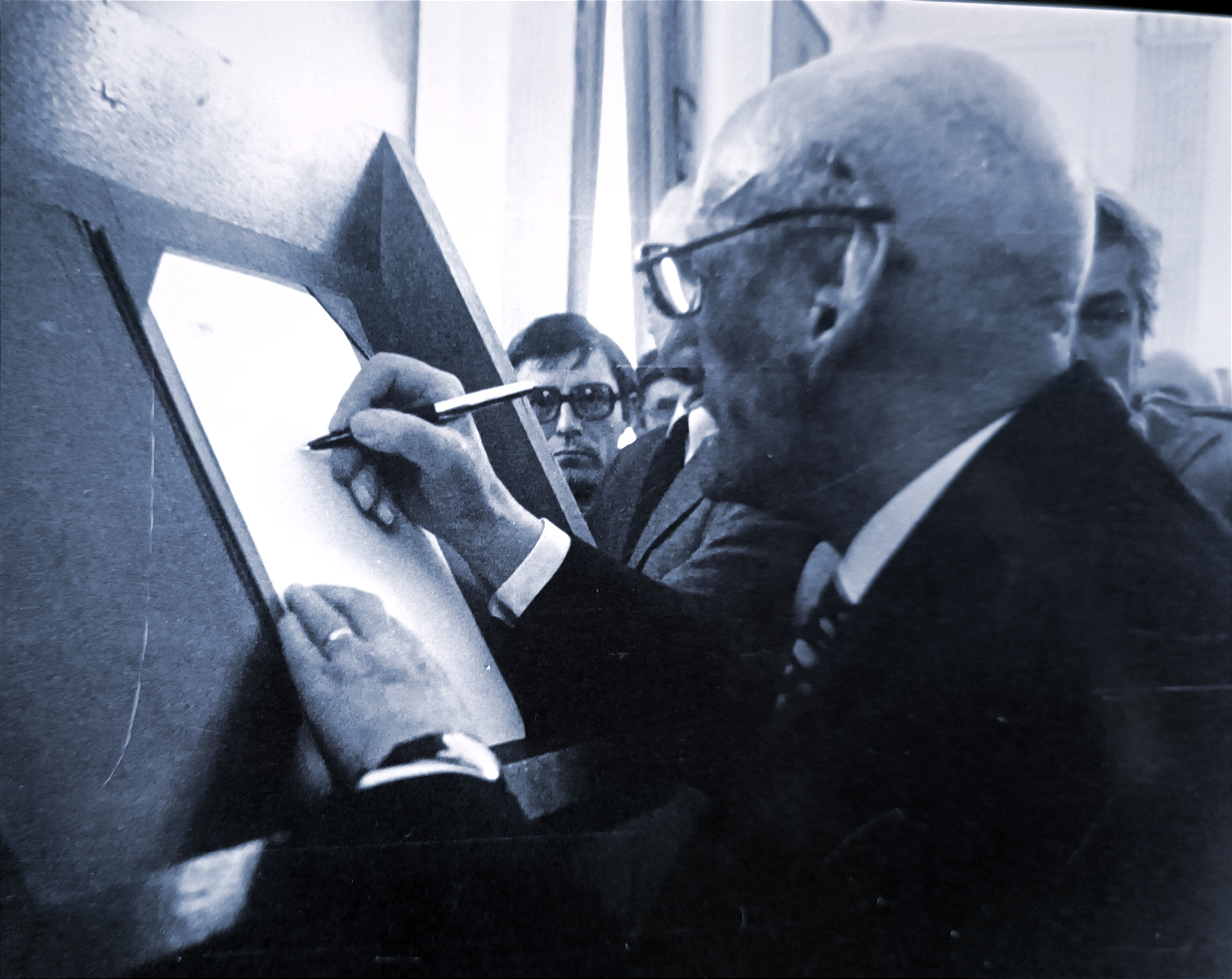
Jean Jules-Verne signant sa donation au musée Jules-Verne lors de son inauguration en 1978 à Nantes
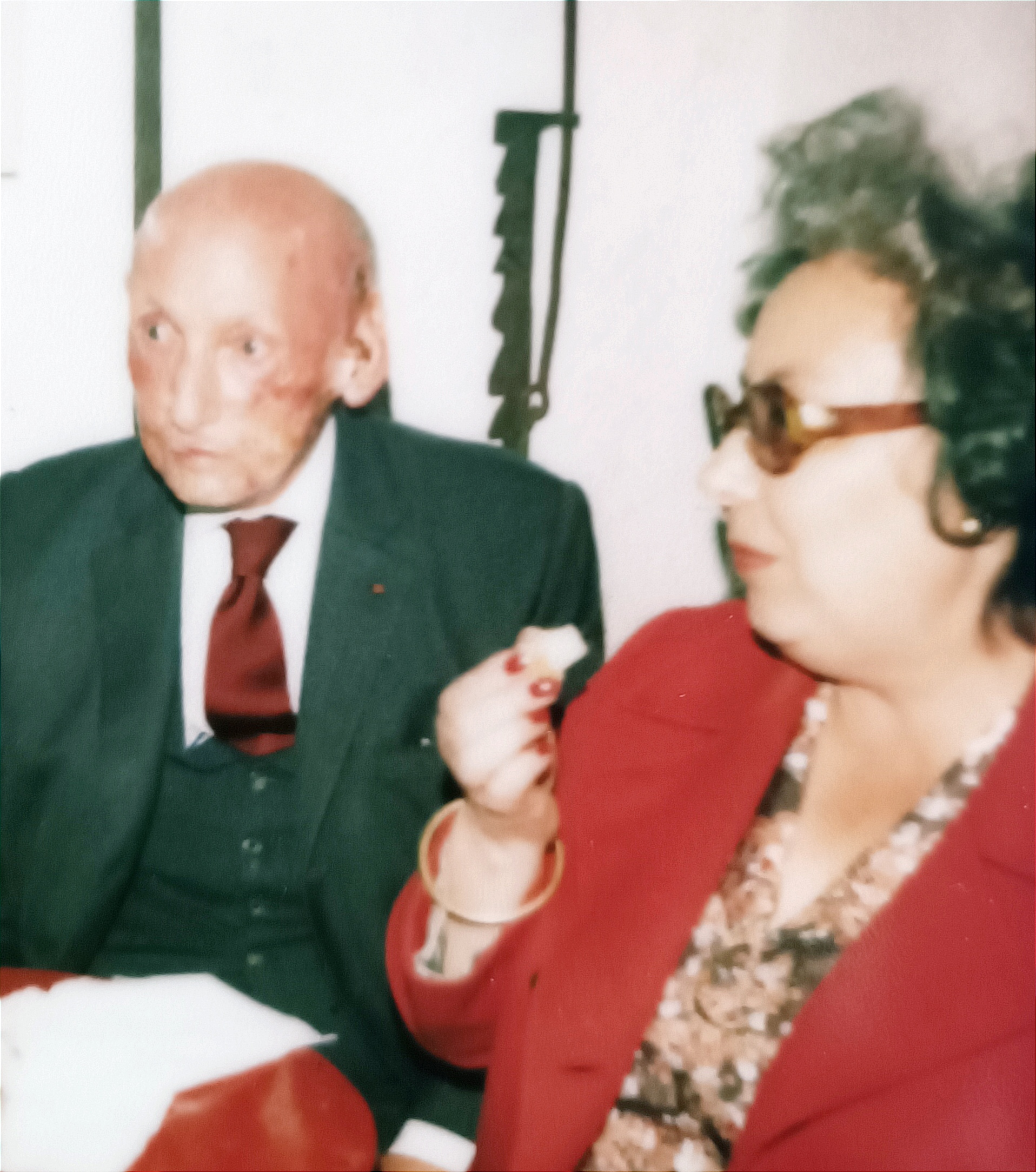
Luce Courville, fondatrice et directrice du musée Jules-Verne avec Jean Jules-Verne à Nantes en 1978

À sa mort, le 8 avril 1980 dans sa villa de Toulon, les manuscrits de Jules Verne (à deux exceptions près) qui étaient entreposés dans son bureau toulonnais font l’objet d’une préemption de l’État français au titre de leur valeur patrimoniale. Les manuscrits sont pour partie achetés par la ville de Nantes et pour partie versés en dation à l’État, au titre des droits de successions que leur valeur représentée, et déposés à la bibliothèque de Nantes. Cette villa est entretemps dédiée au Musée des arts asiatiques. 
C’est dans cette villa qu’en 1989, lors de sa vente, le fils de Jean Jules-Verne, Jean Verne, découvrira par hasard le roman inédit Paris au XXe siècle, réputé perdu, et que Jean Jules-Verne chercha longtemps, alors qu’il l’avait à sa portée,. 
Incinéré, il repose au cimetière de La Valette-du-Var dans le caveau familial (Allée C6 no 95), auprès de son père Michel Jules-Verne, de sa mère Jeanne (née Reboul), de son frère aîné Michel et de sa belle-sœur Fernande (née Reboul, seconde épouse de Michel Verne et cousine de Jeanne Verne).

## Œuvres

### Biographies
- Vie de Cujas, Librairie de l’académie de l’université de Grenoble, 1938
- Jules Verne, Hachette, 1973[14]
- (en) Jules Verne biography (trad. Roger Greaves), Taplinger, 1976

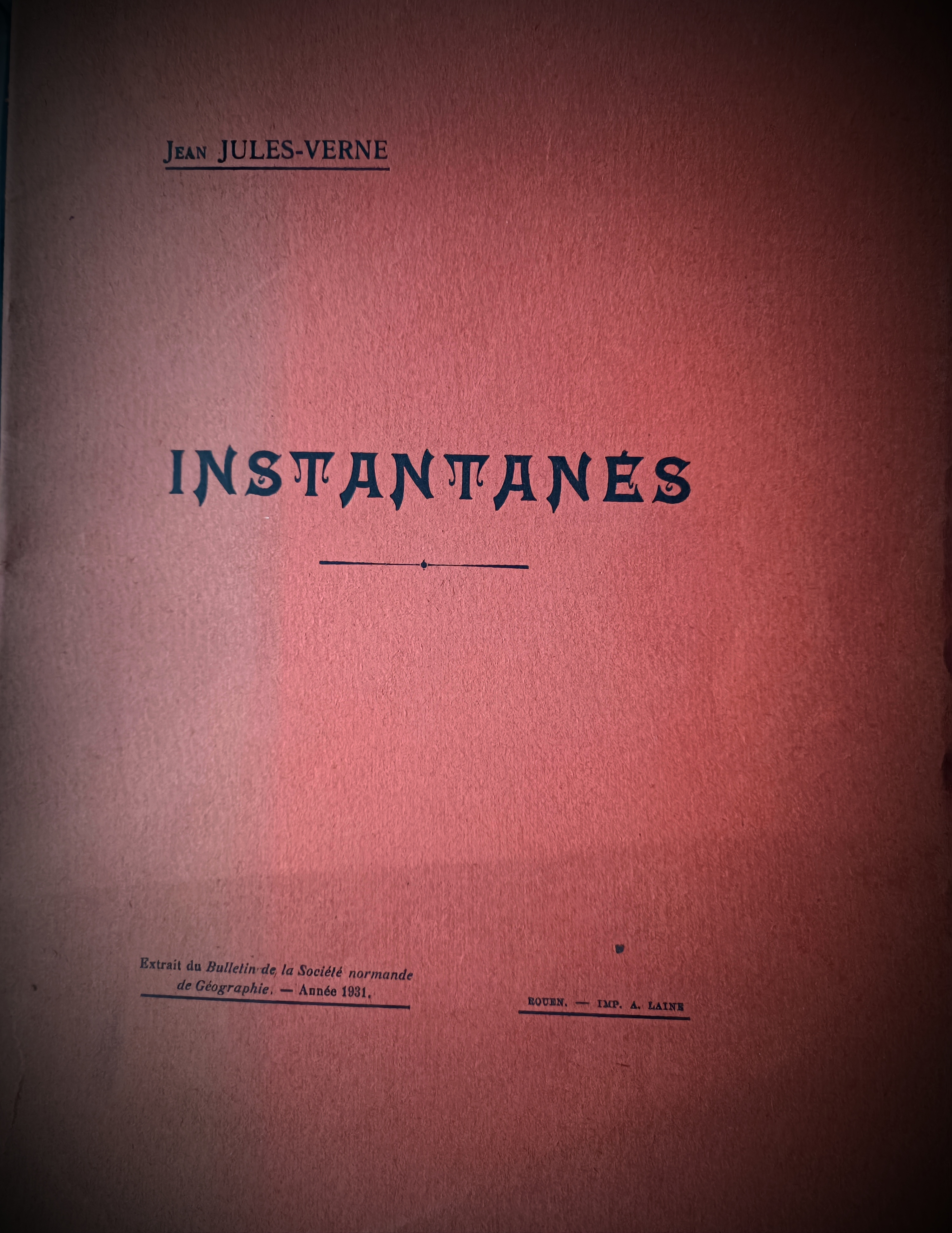
(en-US) Jules Verne biography (trad. Roger Greaves), Macdonald & Jane, 1976  - Instantanés publié en 1931
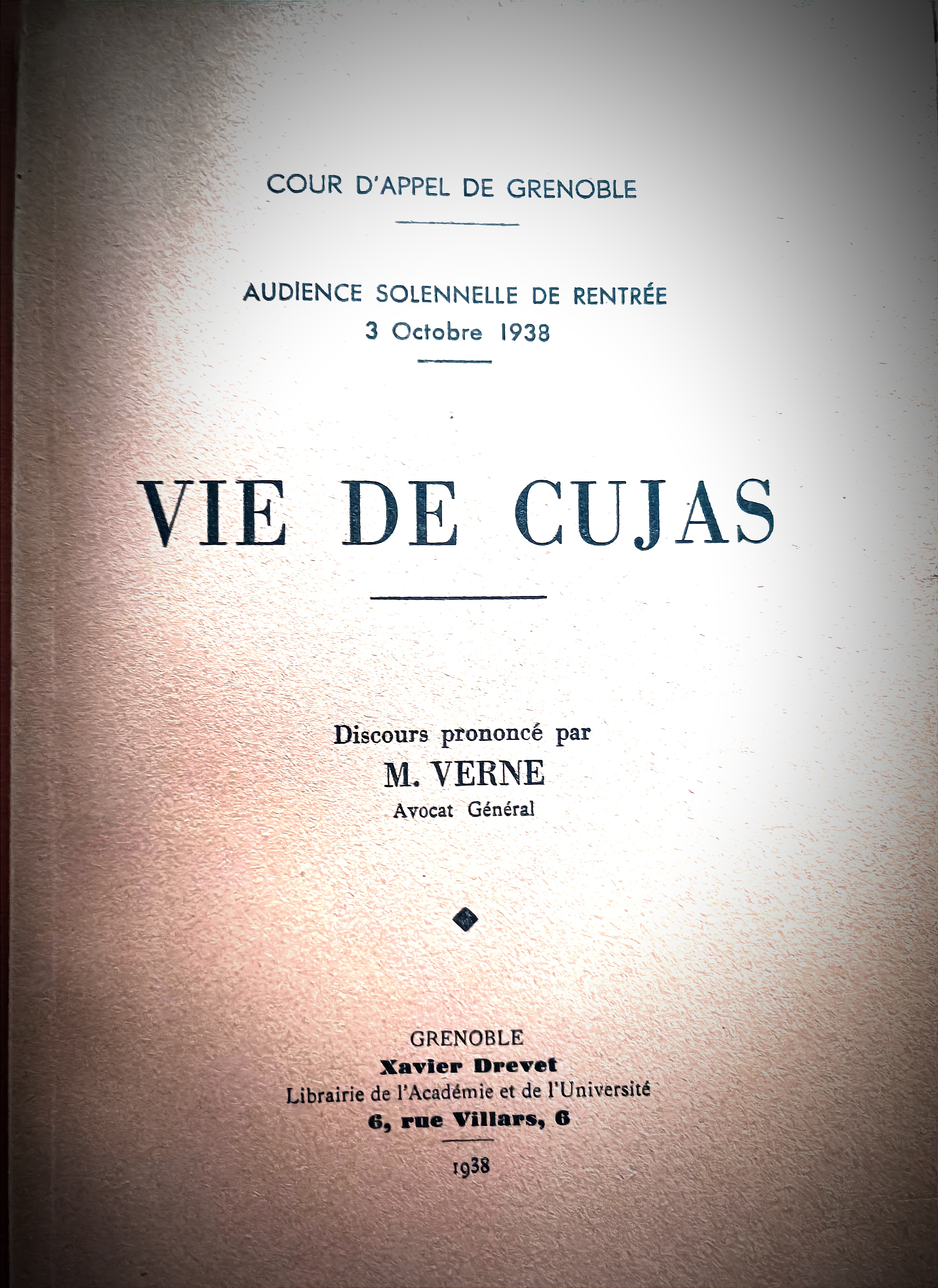
Vie de Cujas publié en 1938
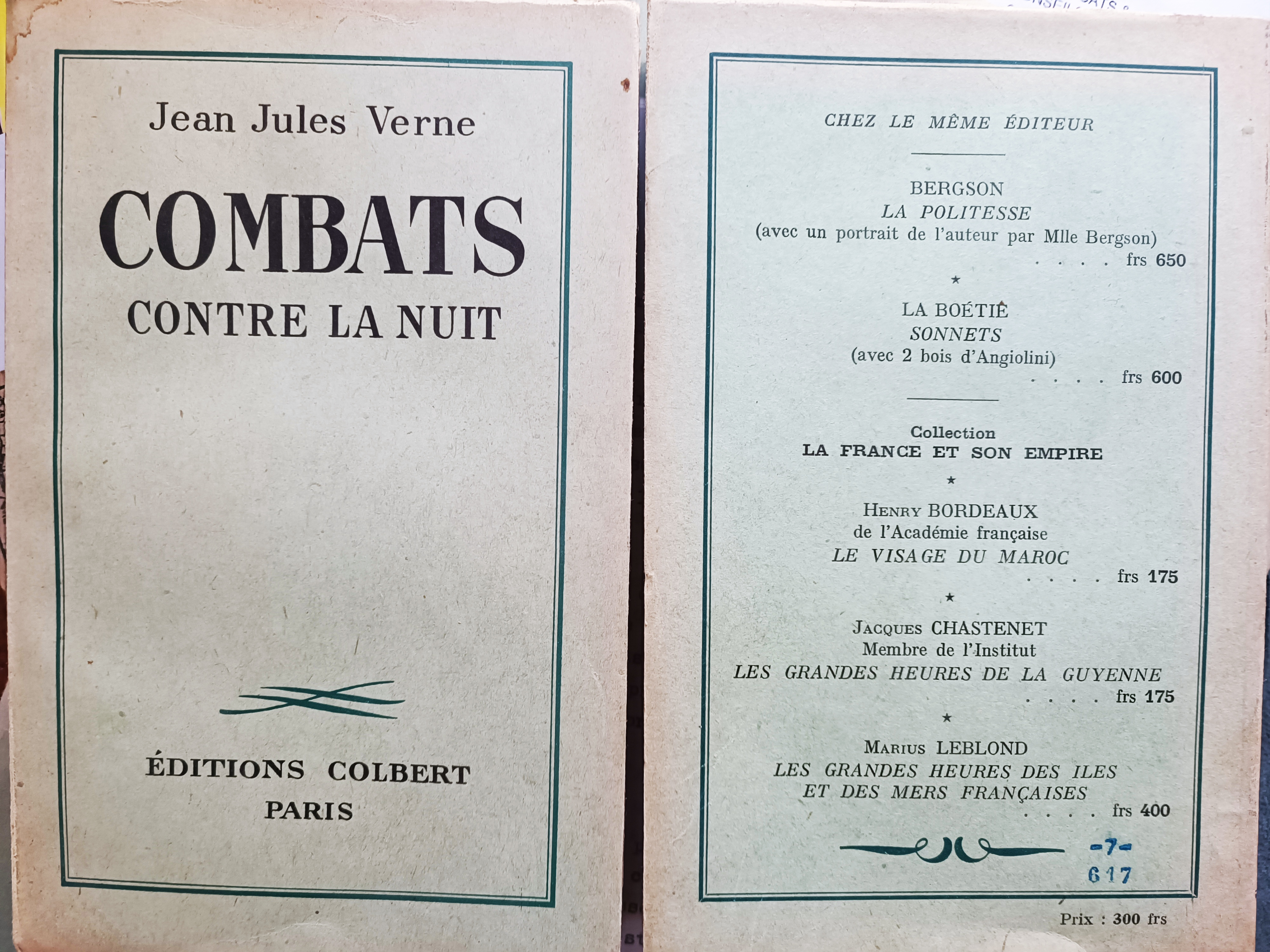
Combats contre la nuit publié en 1951
  - Vie de Cujas publié en 1938
  - Combats contre la nuit publié en 1951

### Roman
- Le Triomphe de Michel Strogoff, Hachette, coll. « Bibliothèque verte », 1967

### Nouvelles
- Instantanés, Société normande de géographie, 1931
- Telo Martius 7052, inédit, 1932
- Lucien Bruyères, Éditions La Provence, 1949

### Essais
- Un cri d’alarme, auto-édité, 1918
- Combats contre la nuit, Éditions Colbert, 1951

### Théâtre
- Le Chancellor, 1950adaptation du roman de Jules Verne
- Le Marchand de personnages, 1953
- Le septième jour, 1954